# Maria Wiik

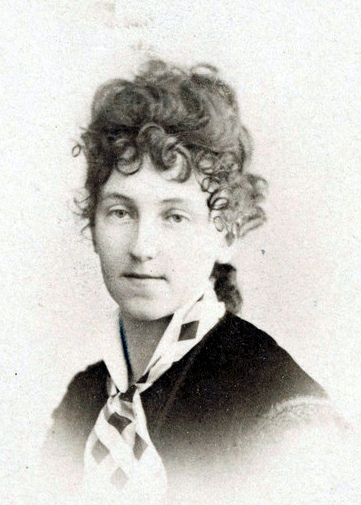
Portraitfoto von Maria Wiik um 1870

Maria Catharina Wiik (* 3. August 1853 in Helsinki, Großfürstentum Finnland; † 19. Juni 1928 in Helsinki, Finnland) war eine finnische Malerin. Sie ist eine der bekanntesten Künstlerinnen Finnlands und malte Stillleben, Genrebilder, Landschaften und Porträts.

## Leben

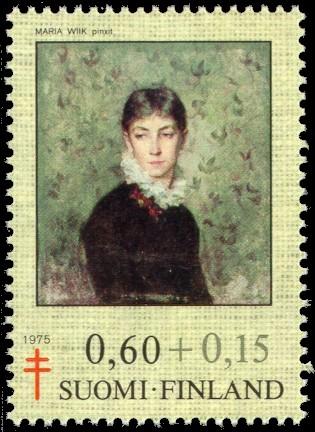
Briefmarke mit dem Porträt von Hilda Wiik, 1975

Wiik war die Tochter des Architekten Jean Wik und seiner Frau Gustava Fredrika Meyer, die aus einer deutschen Familie stammte, die nach Finnland eingewandert war. Ihr Bruder war der Geologe und Mineraloge Fredrik Johan Wiik, ihre Schwester Emmy heiratete den schwedischen Geiger Carl Johan Lindberg, Hilda wurde Stickerin und Anna wurde Lehrerin.
 

## Ausbildung
Wiik besuchte die schwedischsprachige Mädchenschule Svenska fruntimmersskolan i Helsingfors in Helsinki (schwedisch Helsingfors). Von 1873 bis 1875 studierte sie an der Zeichenschule des Finnischen Kunstvereins Finska Konstföreningen und besuchte auch die Privatakademie von Adolf von Becker. Von Becker war einer der ersten finnischen Künstler, die in Paris studiert hatten, und als seine Schülerin wurde Wiik eine der ersten Künstlerinnen des Landes, die fast ausschließlich von der französischen Kunst beeinflusst wurden.
Wiik reiste im Herbst 1875 nach Paris, um ihr Studium fortzusetzen. Da an der staatlichen Kunstakademie École des Beaux-Arts Frauen nicht zugelassen waren, schrieb sie sich im sogenannten Frauenatelier der Académie Julian ein. Die Akademie war bei Kunststudenten aus den nordischen Ländern beliebt und an der Académie unterrichtete Julian Tony Robert-Fleury. Ihre Freundin während der ersten Jahre in Paris wurde die Finnlandschwedin Amélie Lundahl. Sie lebten zusammen und teilten sich gelegentlich auch ein Atelier. Beide Frauen gehörten zu der ersten Gruppe finnischer Malerinnen, die in Frankreich studierten.
Ihr Studium in Frankreich wurde zunächst durch den Tod ihres Vaters und dann durch eine einjährige Vertretungslehrertätigkeit an der Zeichenschule des Kunstvereins in Helsinki von 1880 bis 1881 unterbrochen. Hier unterrichtete Wiik zusammen mit Oskar Kleineh; zu ihren Schülerinnen dort zählte Venny Soldan-Brofeldt.

## Auslandsaufenthalte und Werke
Wiik malte in der ersten Hälfte der 1880er Jahre wieder in Paris und in der Bretagne, wo sie mit Helene Schjerfbeck einen Winter verbrachte. Zwischen den Aufenthalten in Paris teilte sie sich mit Schjerfbeck von 1882 bis 1883 ein Atelier in Helsinki und sie arbeiteten Ende der 1880er Jahre im Sommer 1885 in Janakkala und St. Ives in England zusammen. Noch in den 1890er Jahren malten sie zeitweise zusammen, trennten sich dann jedoch.
Wiiks Karriere begann bereits 1880, als sie erstmals am Pariser Frühlingssalon teilnahm. Das einzige dort ausgestellte Gemälde, Marietta (1880), zeigt eine junge dunkelhaarige Frau mit Kopftuch. Das Porträt ihrer Schwester Hilda (1881) gilt als das typischste Werk Wiiks in der ersten Hälfte der 1880er Jahre. Auf kleineren Leinwänden versuchte sie eine impressionistische Technik und andere größere Gemälde lassen Einflüsse des französischen Naturalismus und der Freilichtmalerei erkennen.
Wiik beschäftigte sich zum ersten Mal mit der Freilichtmalerei, als sie 1883 und 1884 in der Bretagne malte. Dort malte sie An Obstacle (1884), ein großes Gemälde, das als erstes Gemälde galt, in dem sie konsequent den Prinzipien der Freilichtmalerei folgte. Ein Hindernis wurde später nach Russland verkauft und ist seitdem nur noch durch wenige Vorstudien und Fotos bekannt.
Breits zu Beginn ihrer Karriere porträtierte Wiik Menschen und widmete sich in der zweiten Hälfte der 1880er Jahre zunehmend der Porträtmalerei. Sie erhielt auch Aufträge für offizielle Porträts berühmter Persönlichkeiten, die sonst üblicherweise an männliche Künstler vergeben wurden, so das Porträt der Sängerin Ida Basilier-Magelsen (1887). Viele ihrer kleineren Gemälde mit Kinderdarstellungen erinnern an Gemälde von Helene Schjerfbeck mit ähnlichen Motiven aus derselben Zeit. Tatsächlich befürchtete Schjerfbeck bereits am Ende des Jahrzehnts, dass sich ihre Freundin zu sehr der Porträtmalerei widmete, was sie als Hindernis für die künstlerische Entwicklung ansah. Sie überredete Wiik auch, sich Ende der 1880er Jahre von den Porträtaufträgen zu lösen und nach St. Ives zu reisen. Dort malte Wiik eines ihrer Hauptwerke, Maailmalle (‚In die Welt hinaus‘, 1889). Dieses Gemälde zeigt, wie sich Wiik von der naturalistischen Lichtmalerei löste und sich dem Symbolismus näherte, der ab 1886 in der französischen Kunst Einzug hielt. Wiik gehörte zu den ersten, die die neuen Prinzipien der französischen Kunst nach Finnland brachten, und war eine der ersten, die dieselben Prinzipien aufgaben.

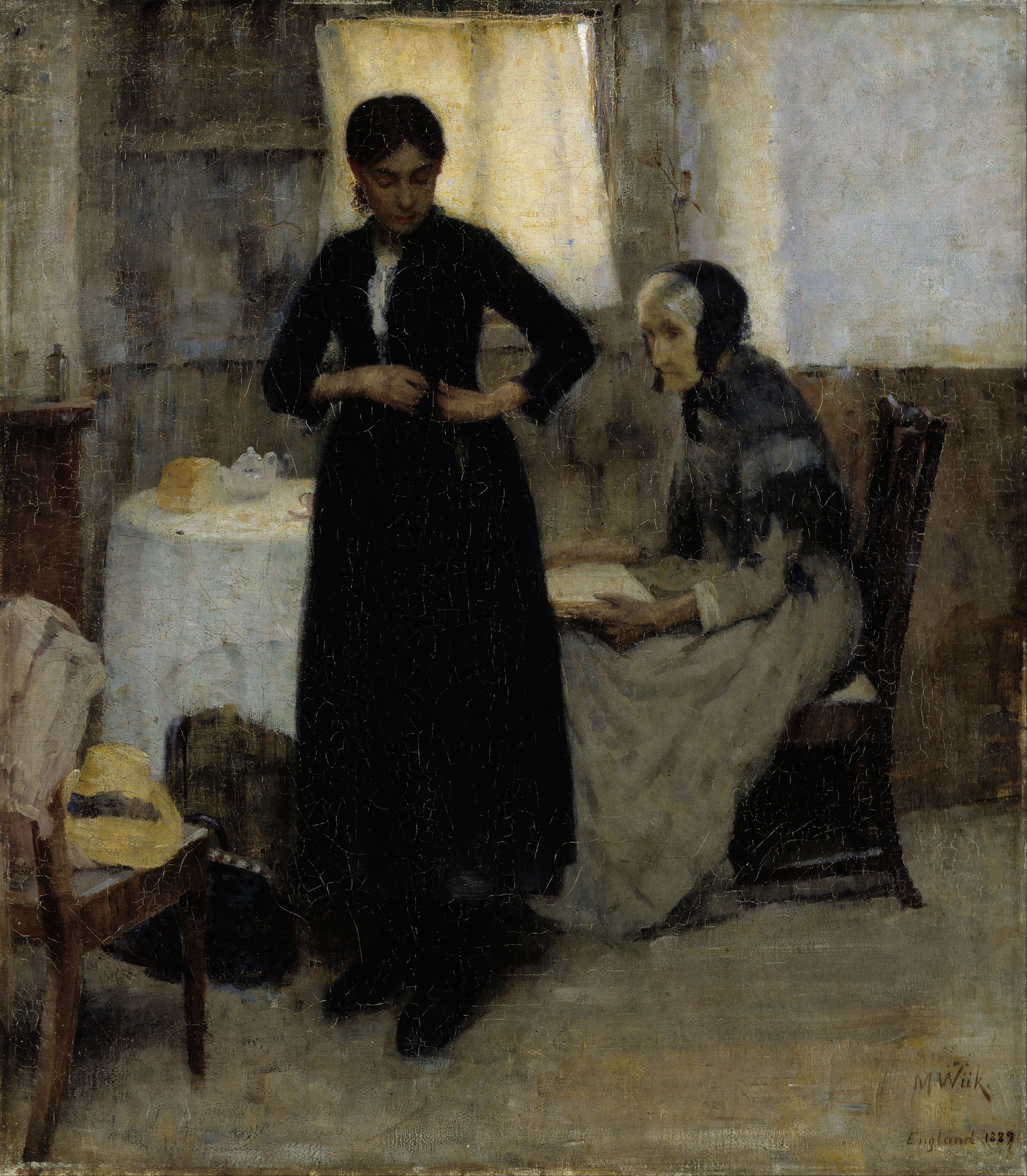
Maailmalle, 1889

Sie studierte Ende der 1880er Jahre in Paris bei Pierre Puvis de Chavannes, den die finnischen Symbolisten bewunderten, und gleichzeitig zeigen ihre Gemälde deutlich, dass sie sich eine neue Auffassung von Kunst aneignete. Einige Gemälde, z. B. Das Interieur In der Dachkammer mit ihrer Schwester Hilda, das sie zeitgleich mit der Weltausstellung in Paris 1889 malte, zeigt Lichtverhältnisse, die für den Naturalismus charakteristisch waren, aber die Farbskala ist in einem einheitlichen neuen Weg. Maailmalle zeigt den Anspruch an eine atmosphärische Lichtdarstellung und ein neues Interesse an einer sozialen Dimension in der Auseinandersetzung mit dem Thema. Dieses Gemälde gewann auf der Weltausstellung Paris 1900 eine Bronzemedaille und gilt als ihr Meisterwerk. Es wurde 1905 in das Buch Women Painters of the World aufgenommen.
Die sozialen Darstellungen des Volkslebens bildeten einen bedeutenden Teil von Wiiks Werken in den 1890er Jahren. Gegen Ende der 1890er Jahre gewann die Symbolik immer mehr an Bedeutung und um die Jahrhundertwende malte Wiik mehrere Gemälde mit deutlich symbolischem Inhalt.
In den 1910er Jahren kam es zu einer weiteren Veränderung in den Werken von Wiik. Während eines Besuchs in Norwegen 1911 begann sie sich für die Kunst Edvard Munchs zu interessieren, was sich auch in ihren Arbeiten aus dieser Zeit widerspiegelt.
Nach der Jahrhundertwende waren Wiiks Werke nur noch selten auf Kunstausstellungen zu sehen. Diese Entwicklung hatte bereits in den 1890er Jahren stattgefunden, als die männlichen Künstler und der Nationalismus begannen, die Kunst zu dominieren. Doch Wiik wurde wie  Schjerfbeck durch den Kunsthändler Gösta Stenman aus der Vergessenheit geholt, der  Wiik 1916 in ihrem Atelier besuchte und alle Werke kaufte.
Ihre letzte Reise nach Paris fand 1905 statt. Den Rest ihres Lebens verbrachte sie in Helsinki. Ihr Sehvermögen verschlechterte sich und 1925 unterzog sie sich einer Augenoperation.
Wiik starb im Alter von 74 Jahren in Helsinki.
Ihre Werke befinden sich in den Sammlungen der Finnischen Nationalgalerie, im Stadtmuseum Helsinki, im Tampere Art Museum, im Tikanoja Art Museum, im Schwedischen Nationalmuseum und im Ostrobothnian Museum.

## Werke (Auswahl)

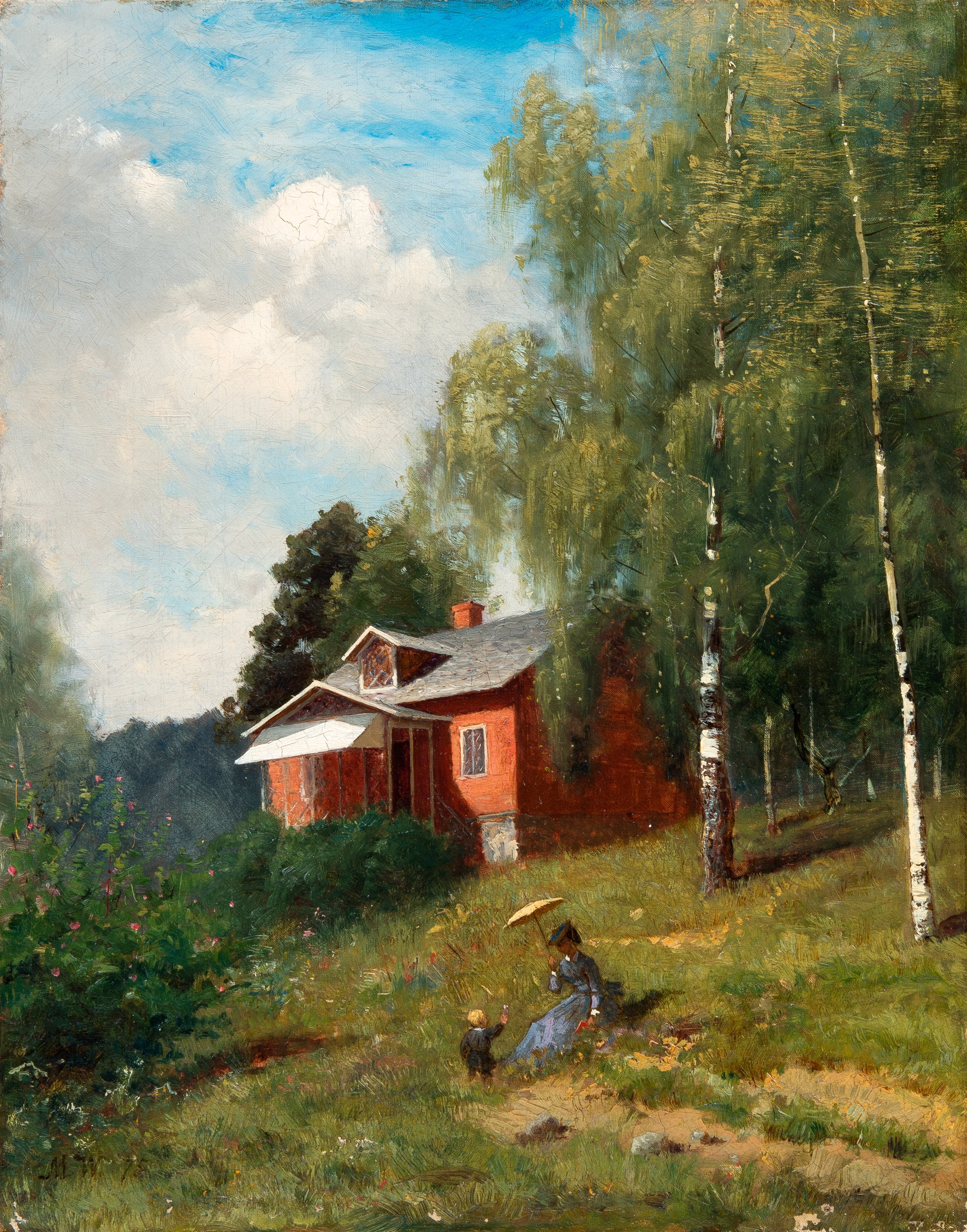
Kesäidylli, 1875
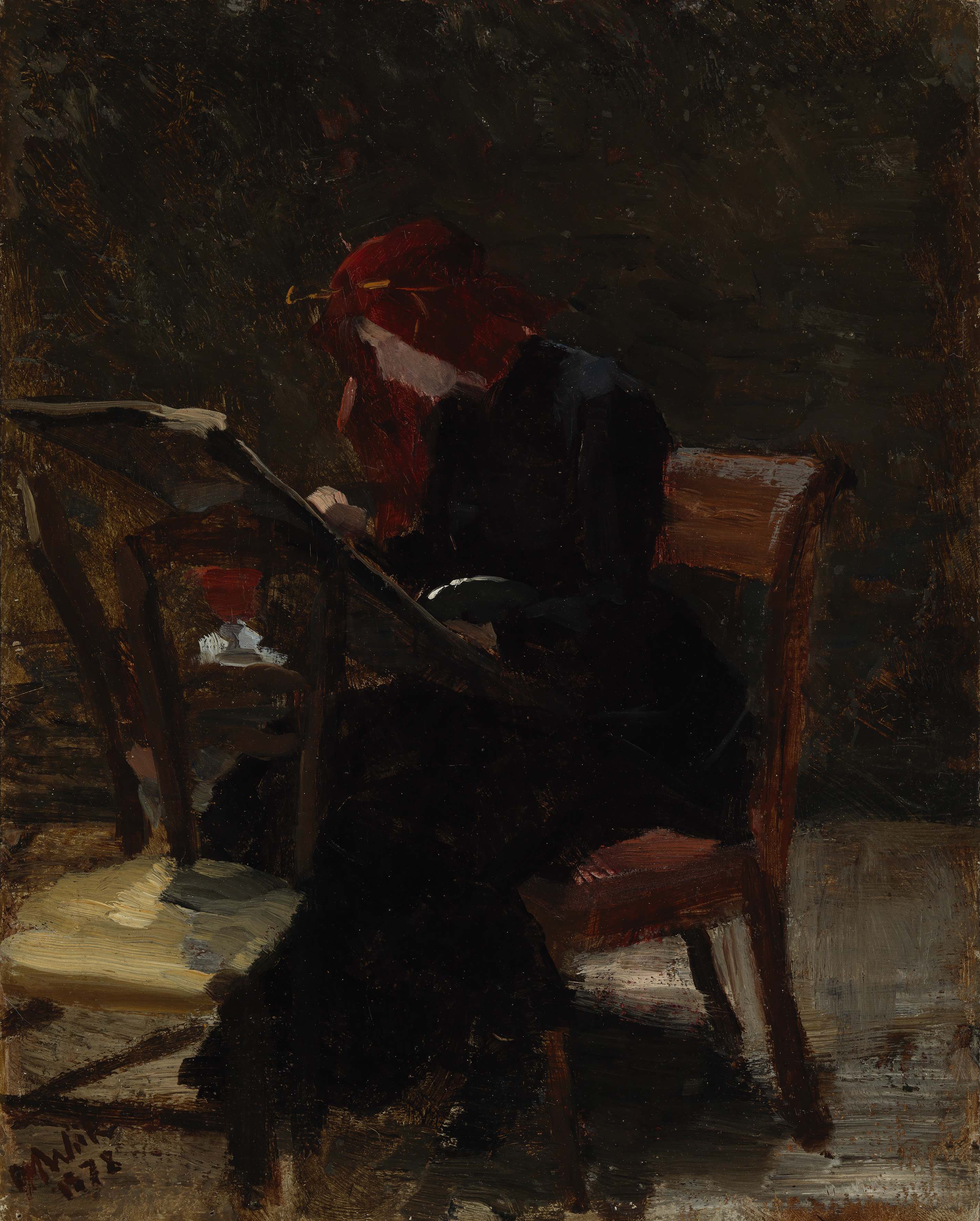
La Polonaise, 1878
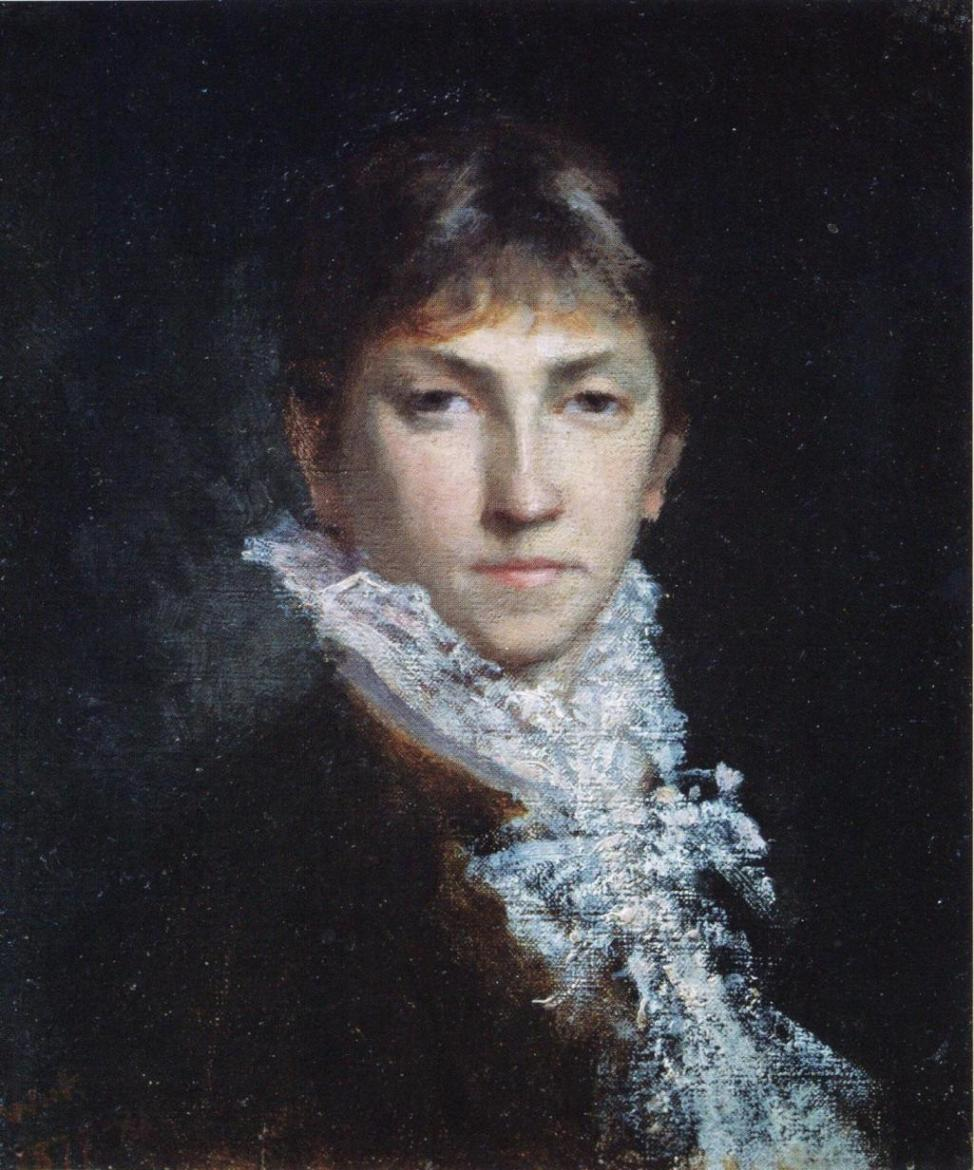
Omakuva, n. 1881
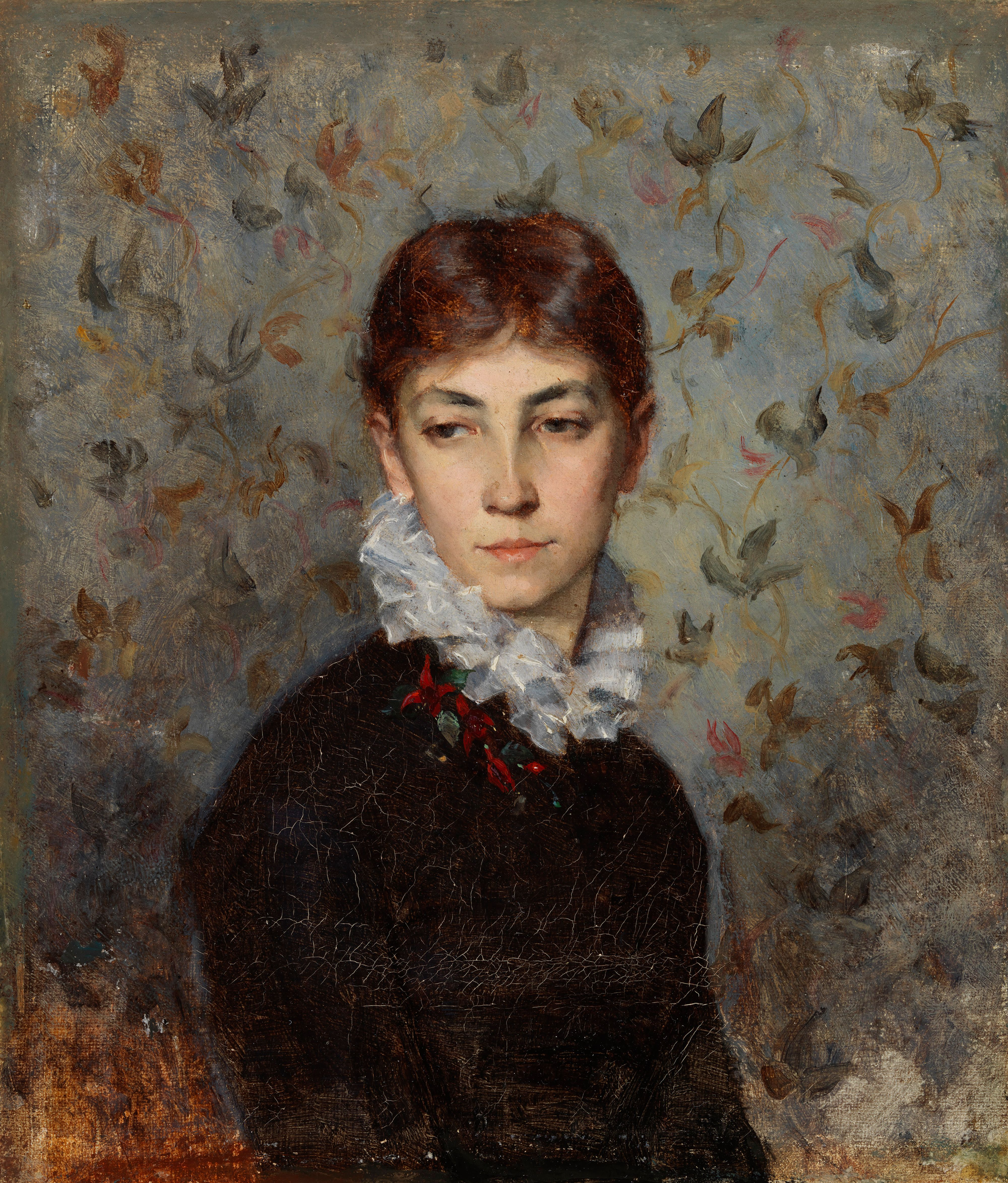
Hilda Wiikin muotokuva, 1880
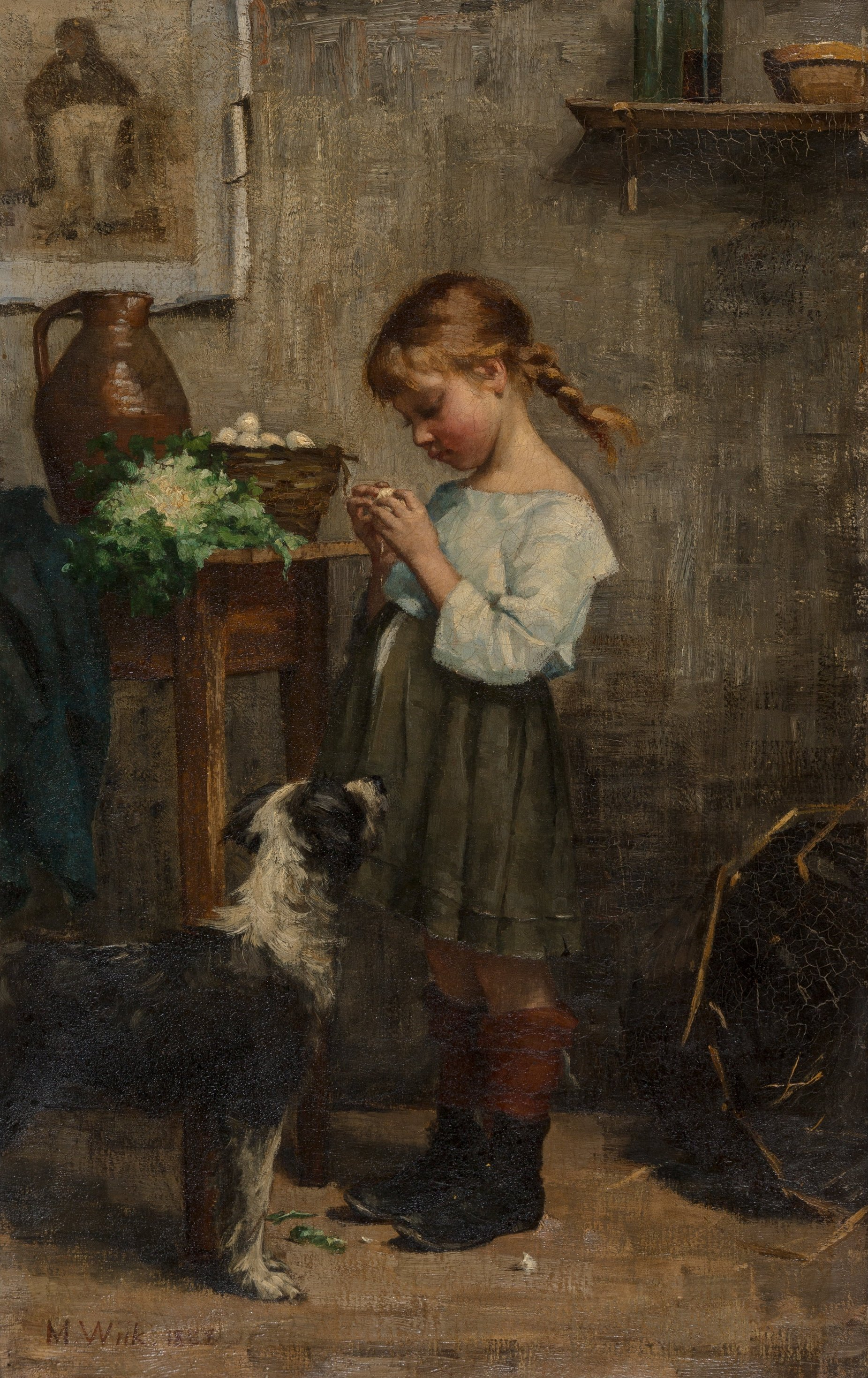
Epätavallinen parivaljakko, 1882
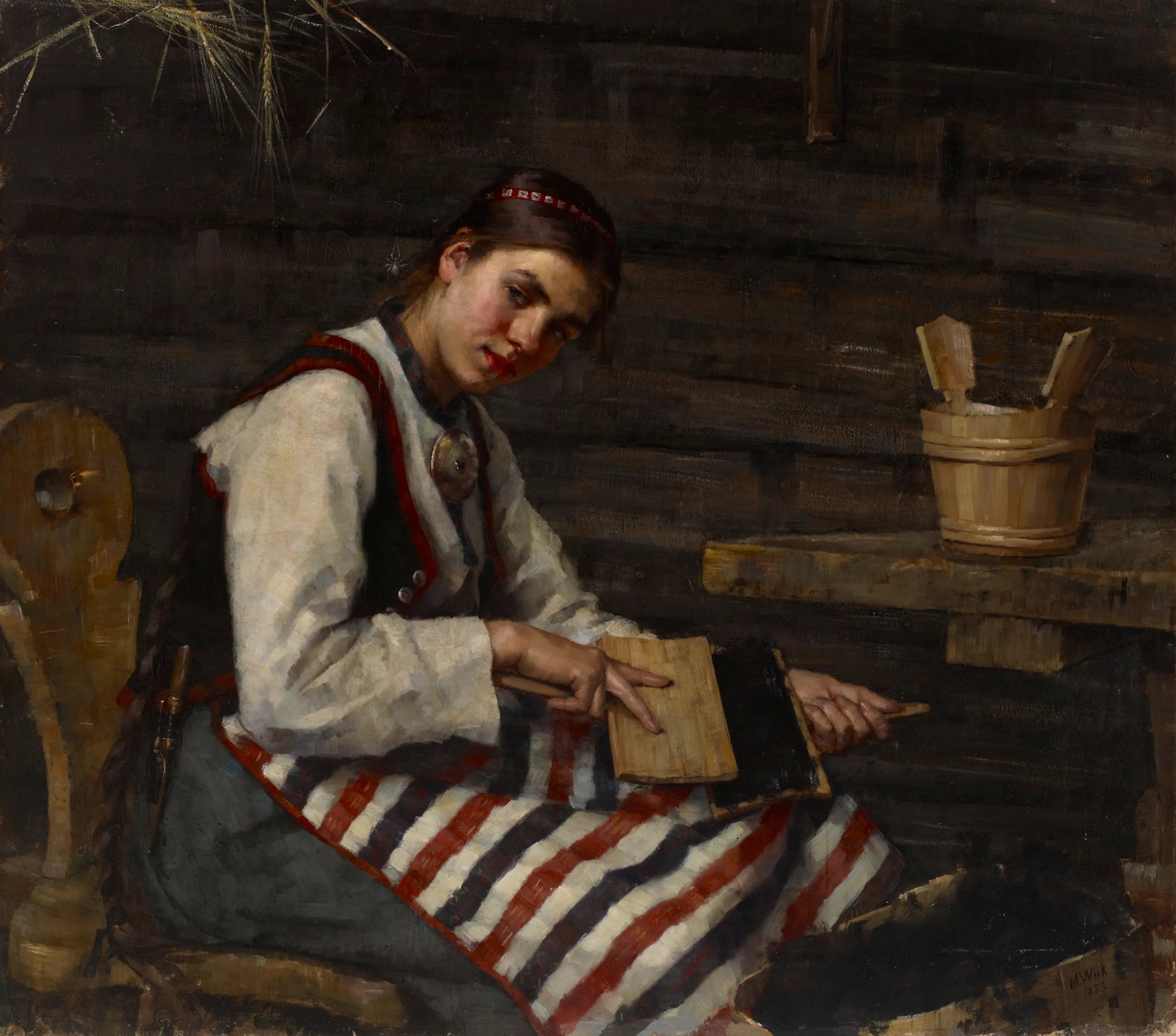
Karstaava tyttö, 1883
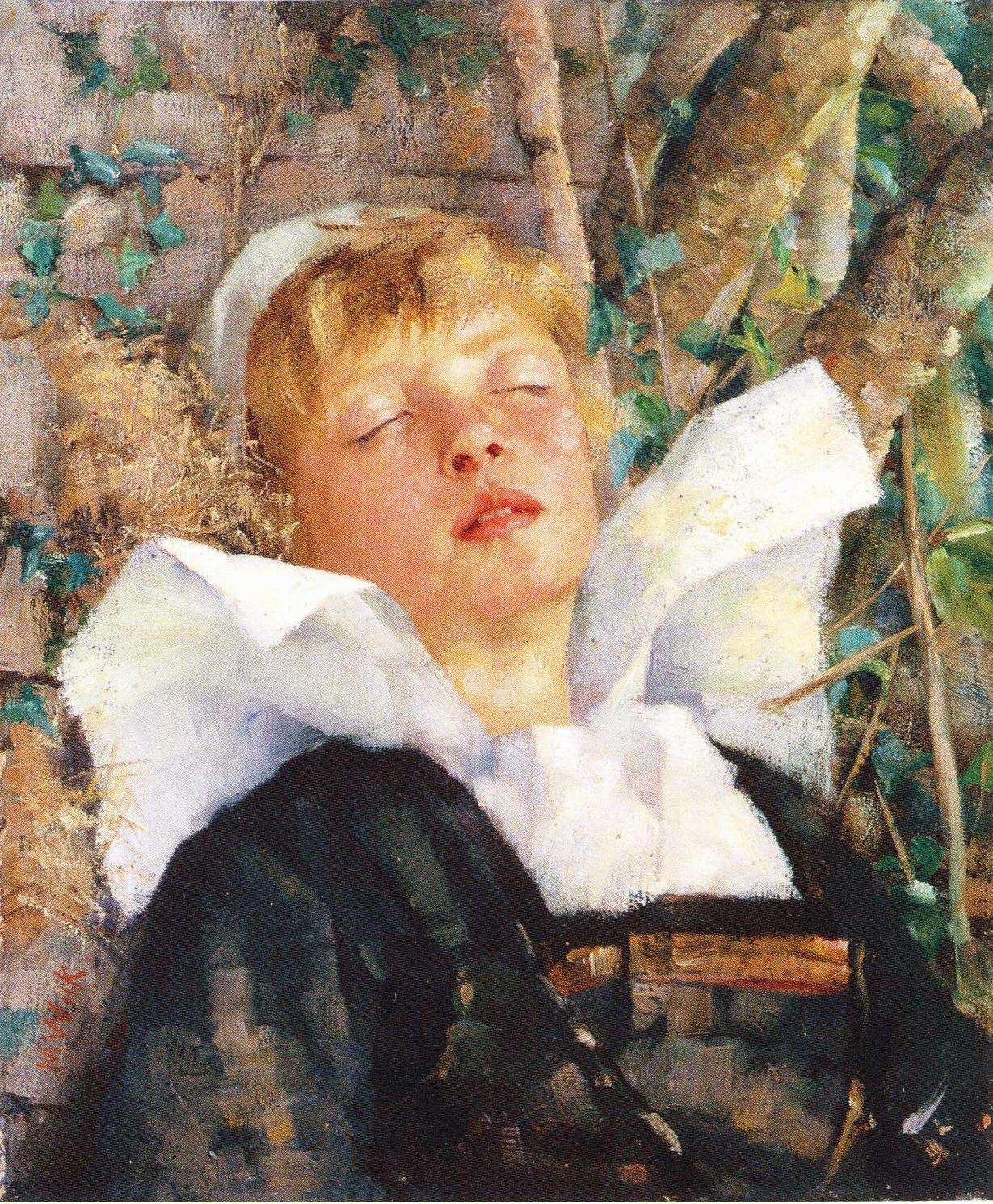
Kesähelteessä, 1883
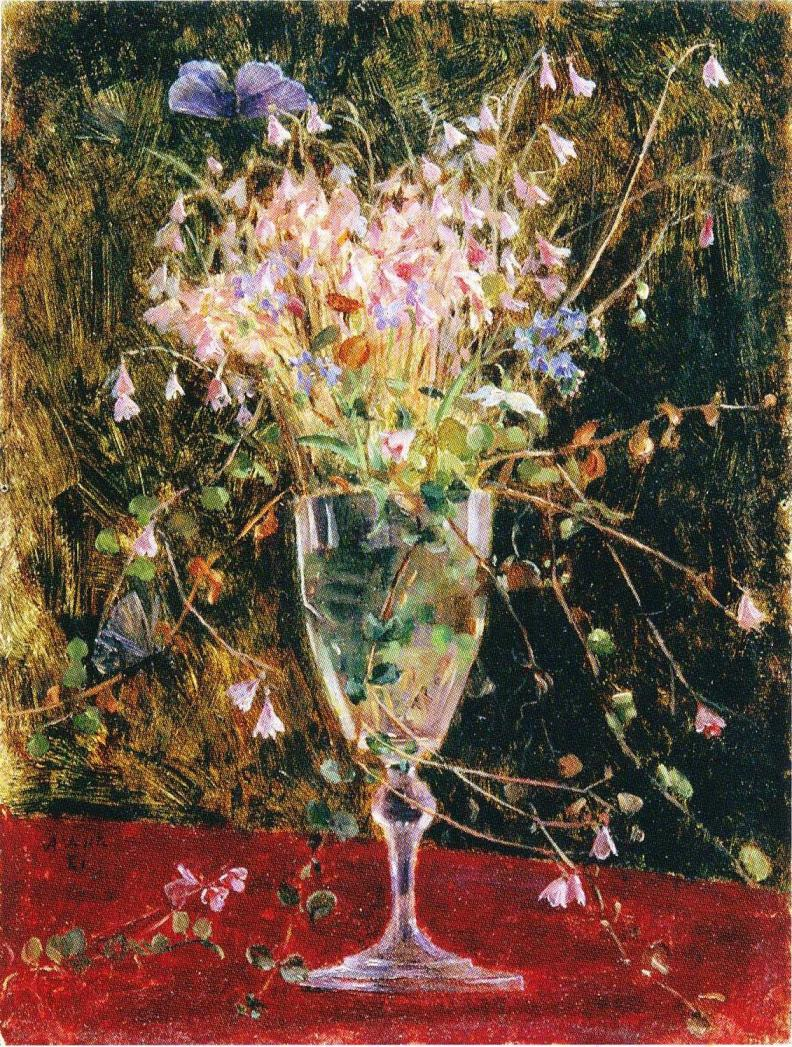
Linnaea borealis, n. 1883
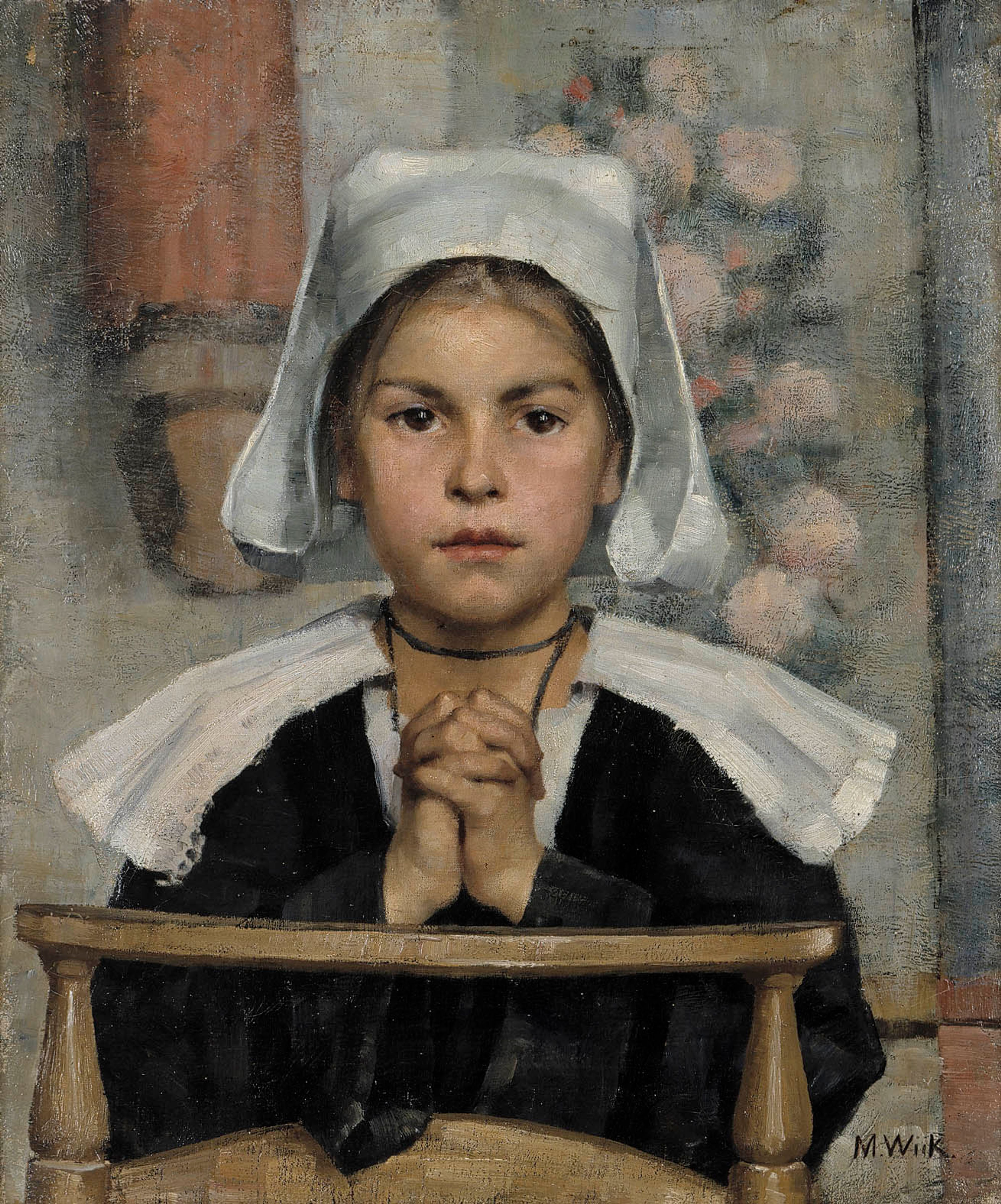
Kirkossa, 1884
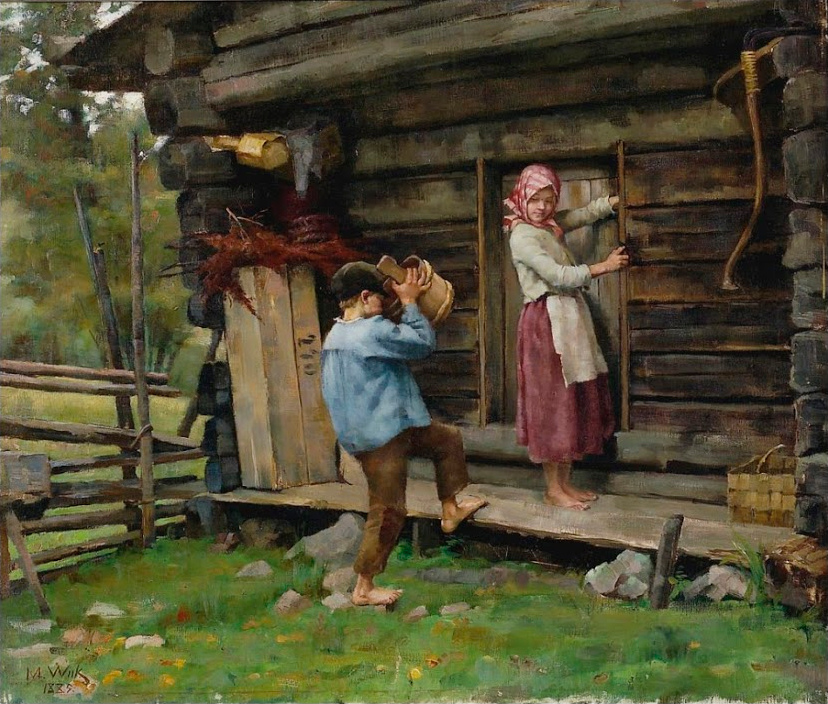
Hämeestä, 1885
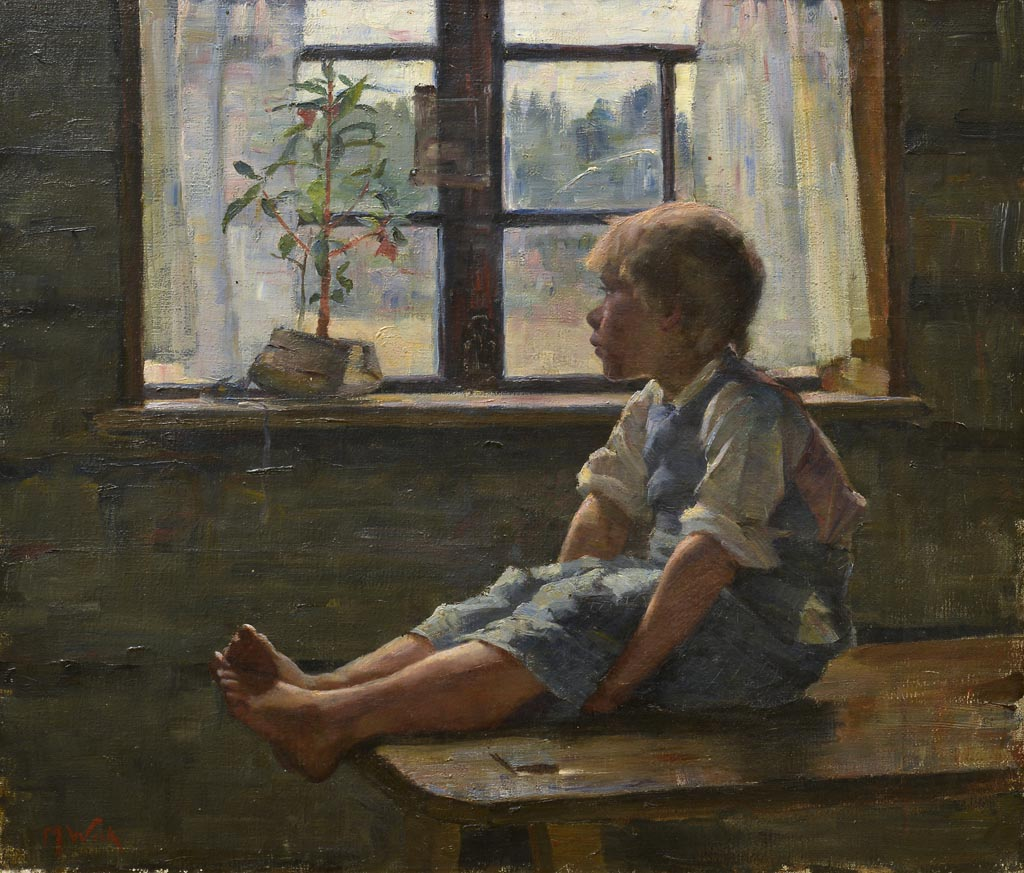
Yksin kotona, 1885
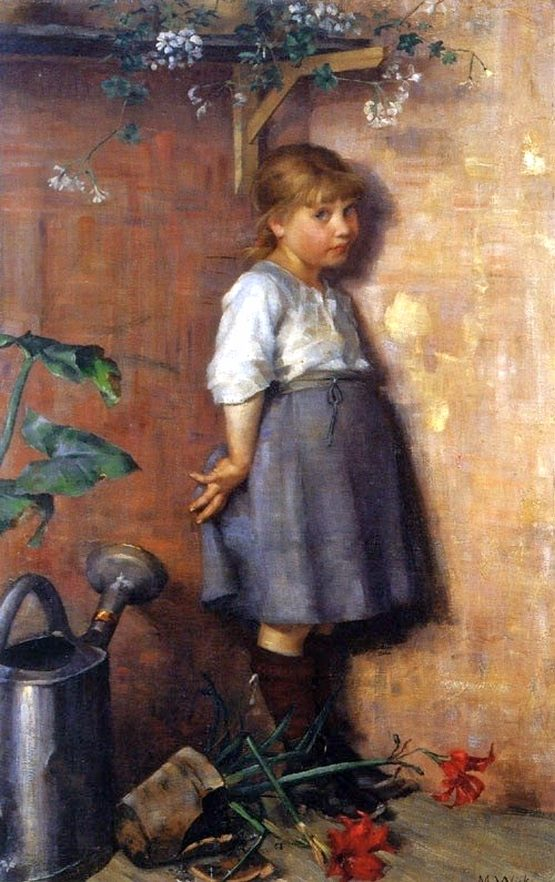
Huono omatunto, 1886
Nainen ja päivänvarjo, 1886
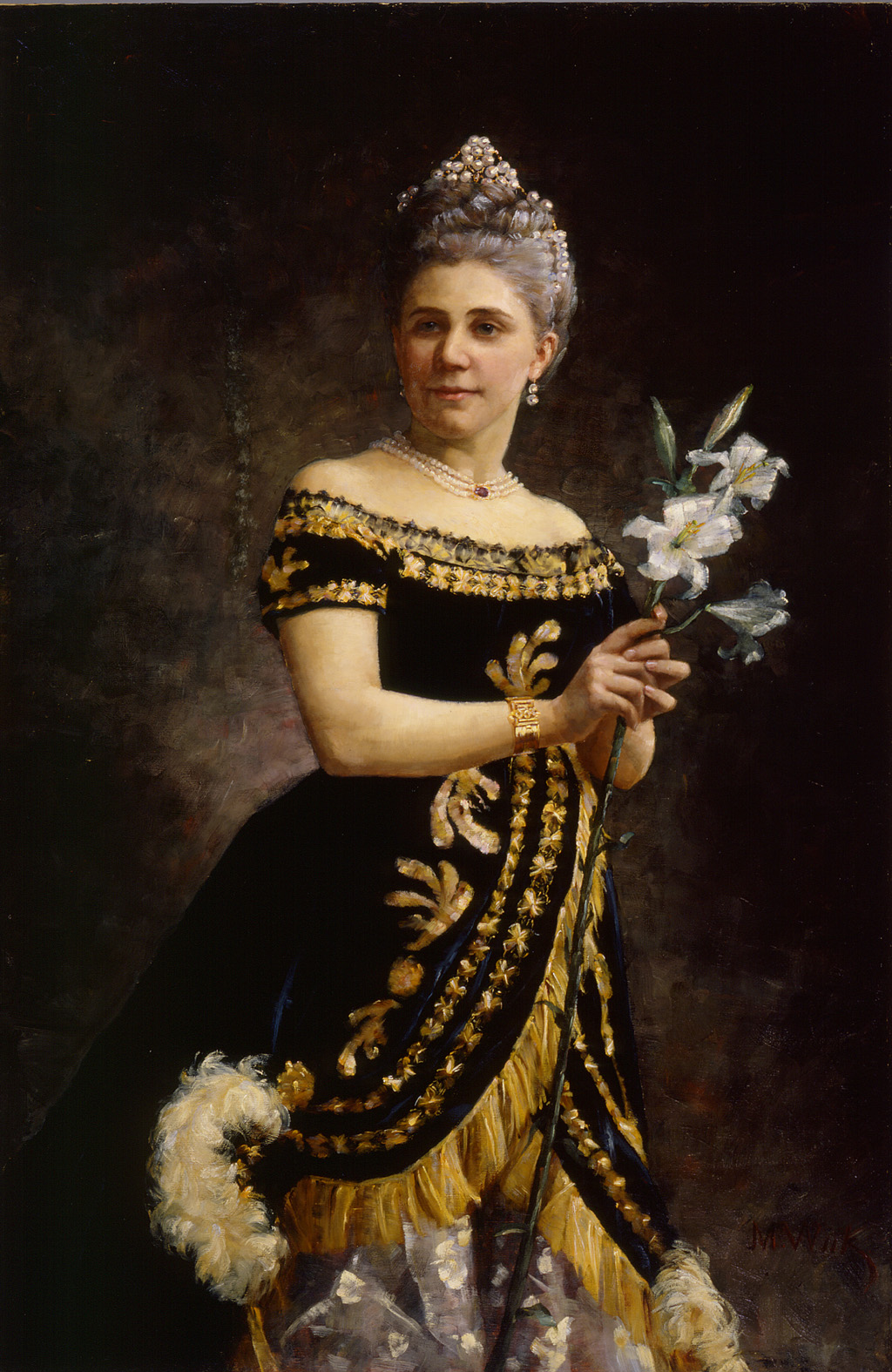
Ida Basilier-Magelssenin muotokuva, 1887
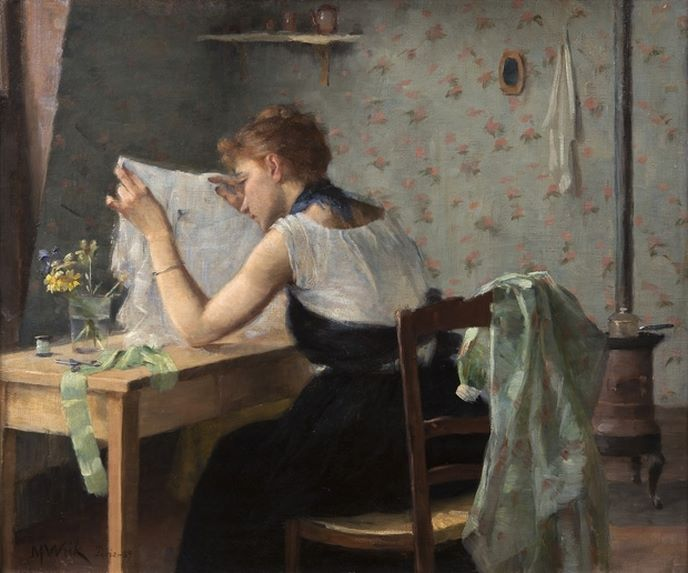
Ullakkokamarissa, 1889, Schwester Hilda in Marias Wohnung in Paris
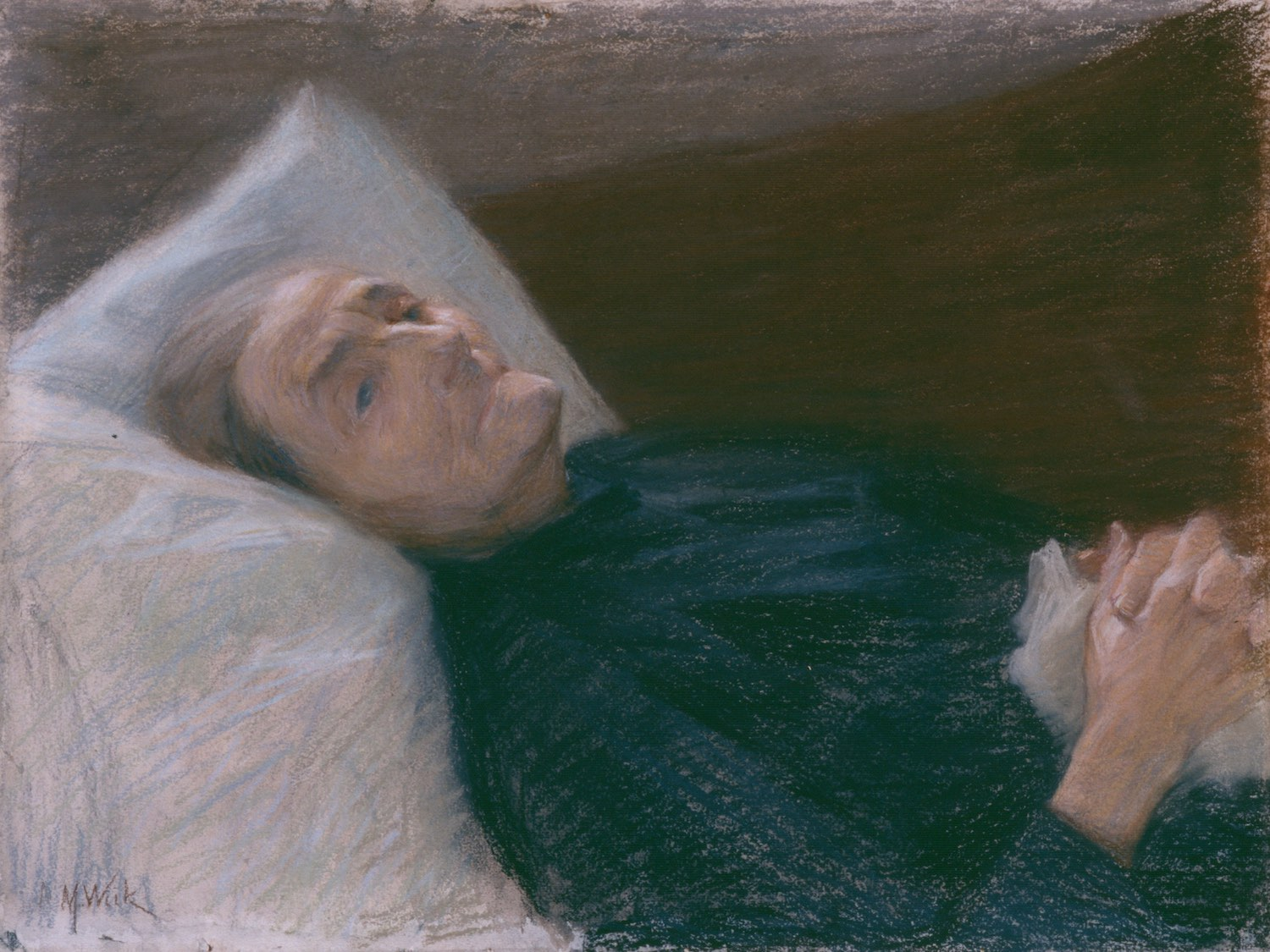
Vanha nainen sairasvuoteellaan, 1895–96
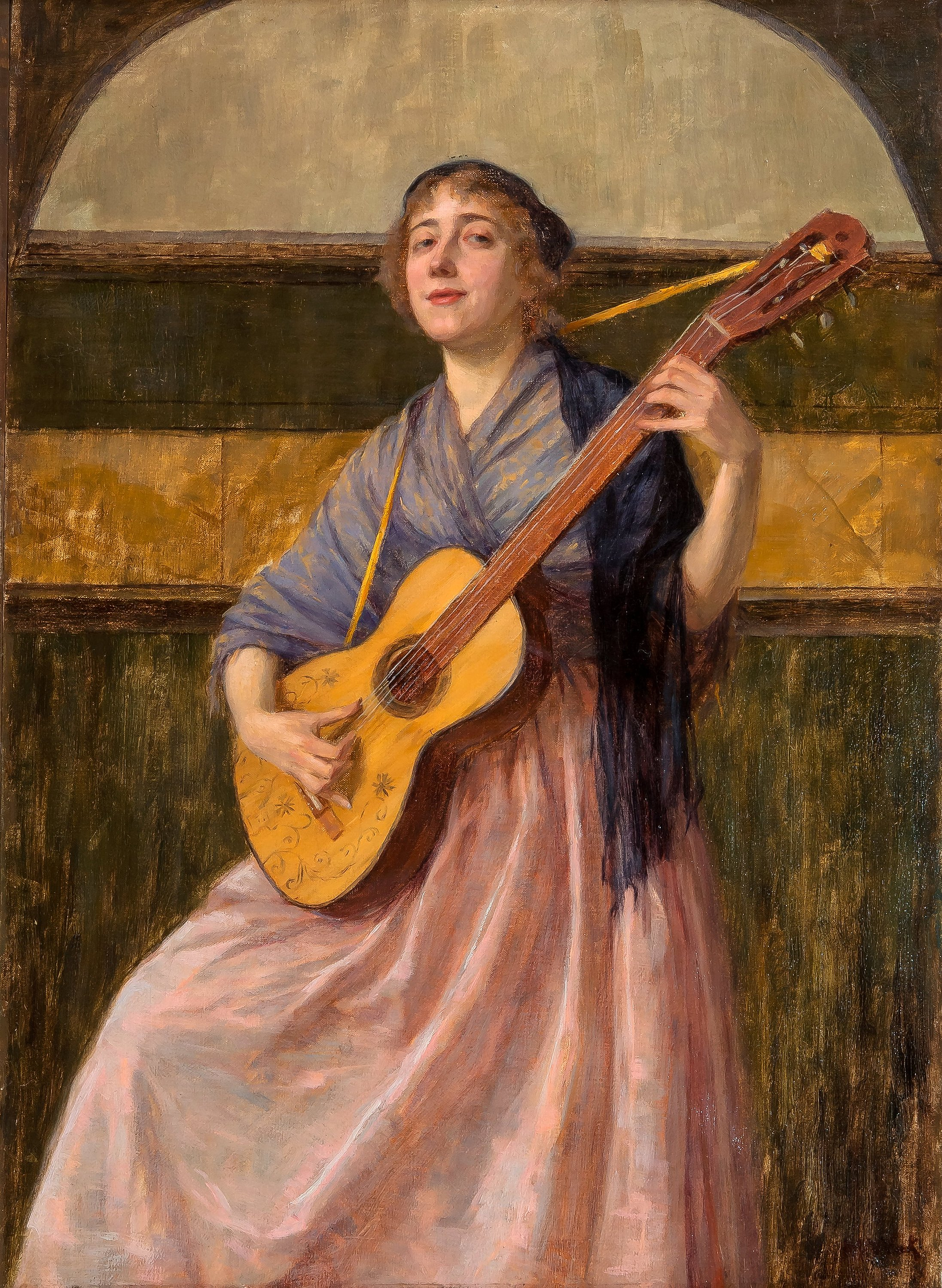
Balladi, 1898
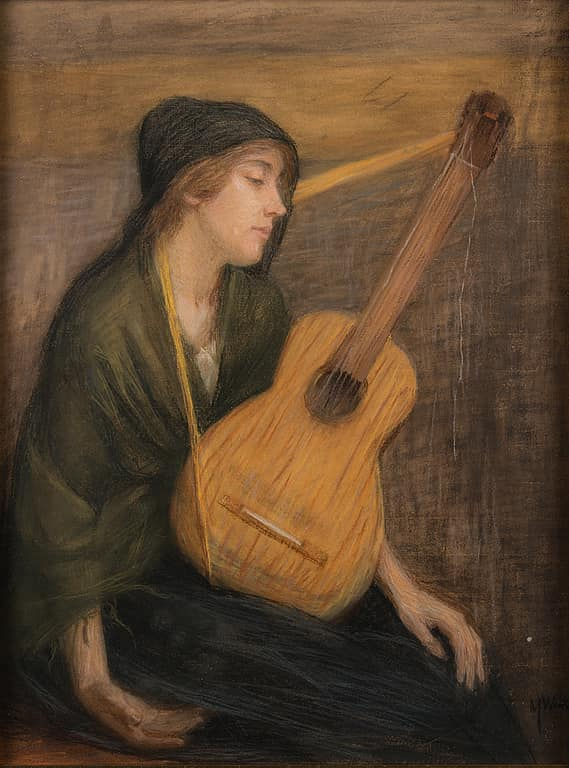
Ausgestellt auf der Ausstellung der Tampere Art Society 1899
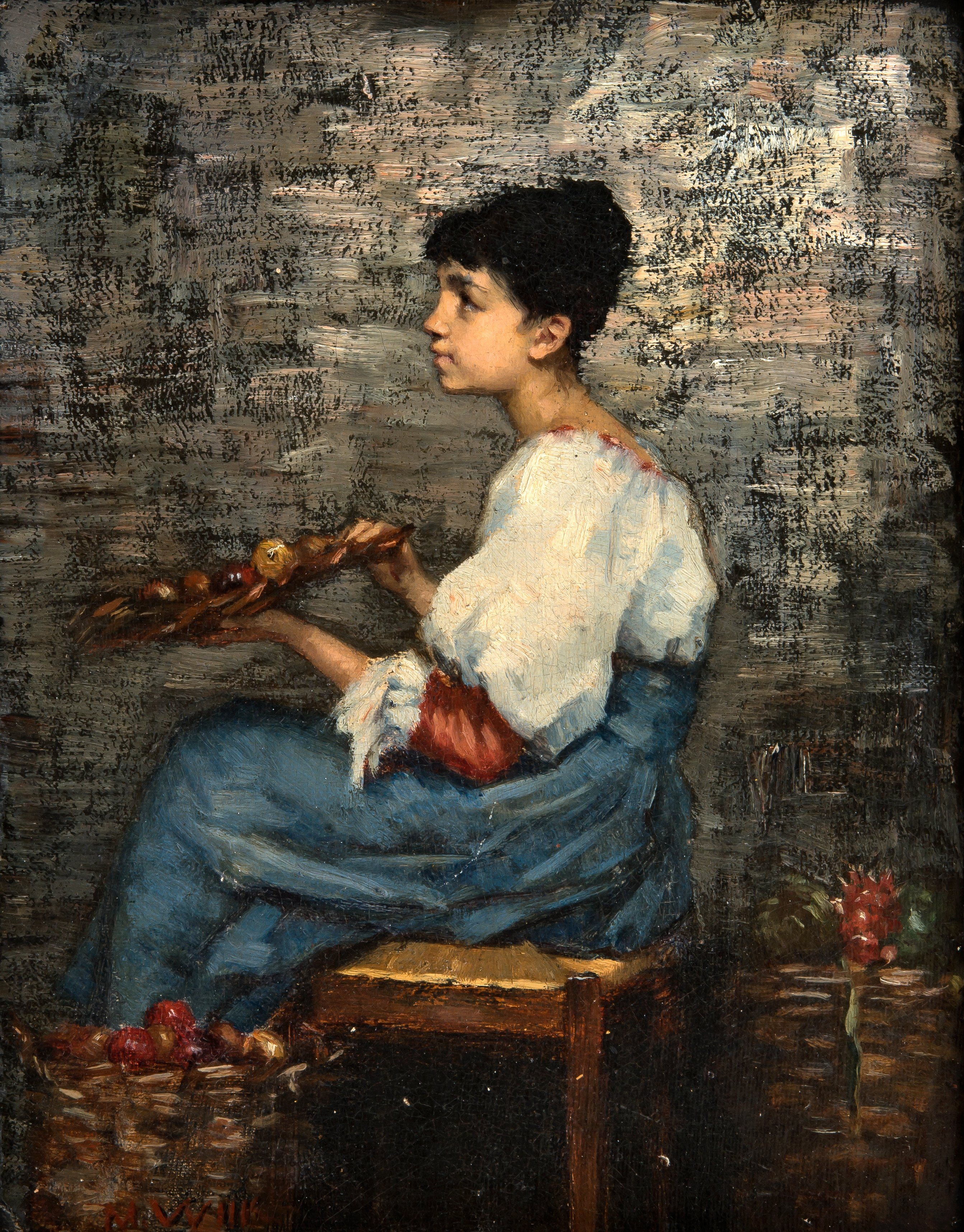
Hedelmäkauppias (Jahr unbekannt)
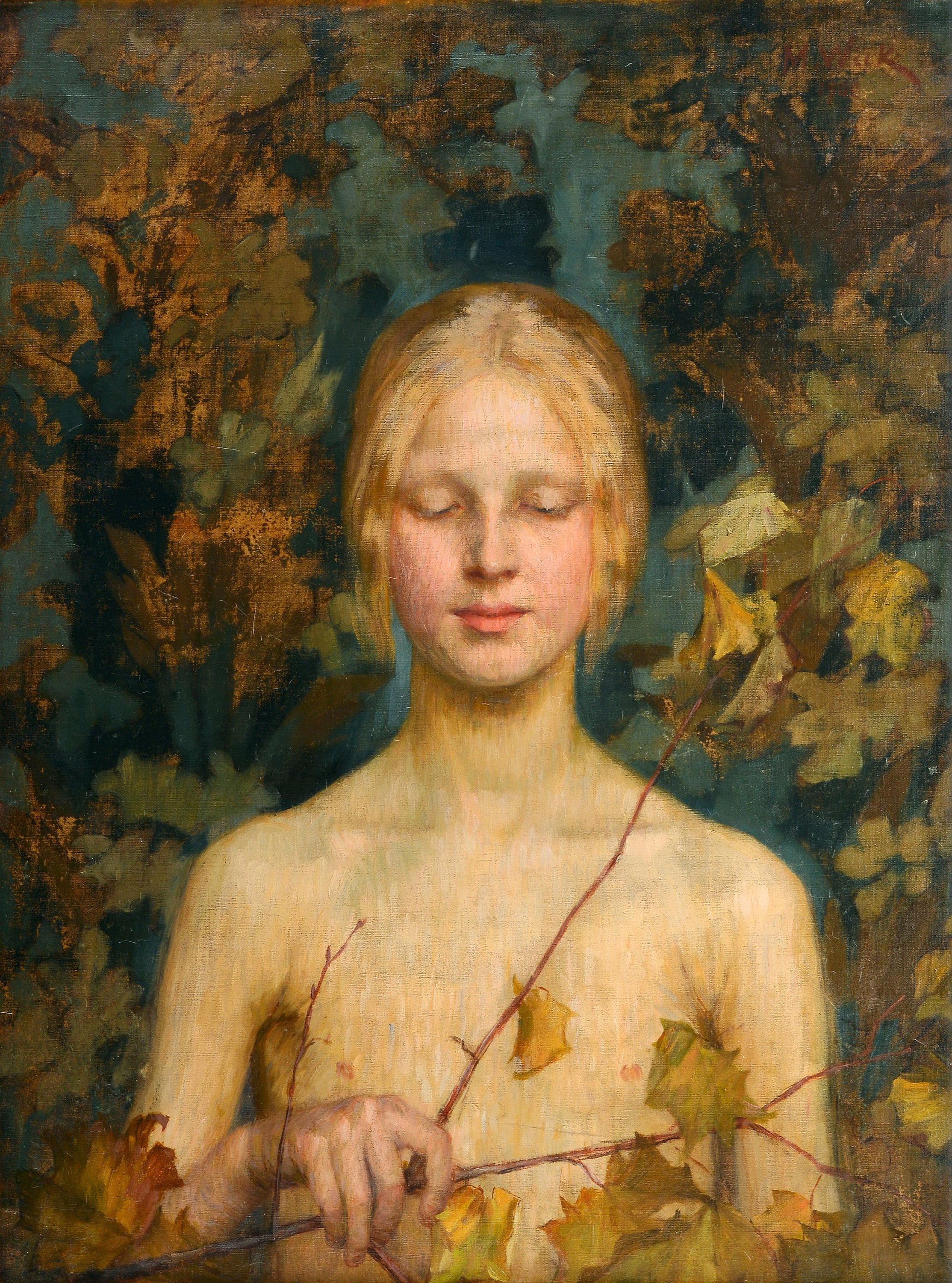
Innocentia, 1900
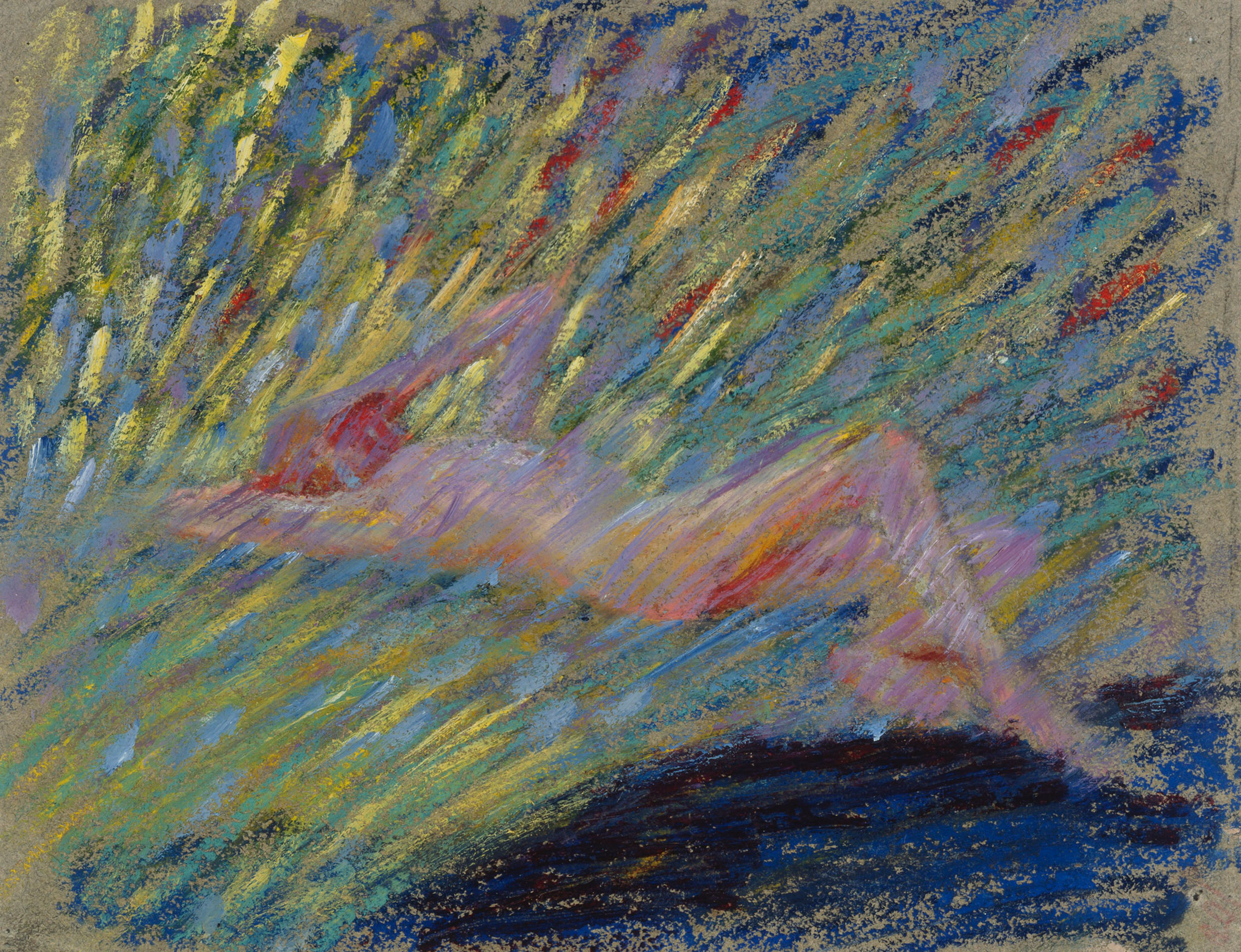
Alaston makaava naismalli, 1904

### Porträts (Auswahl)

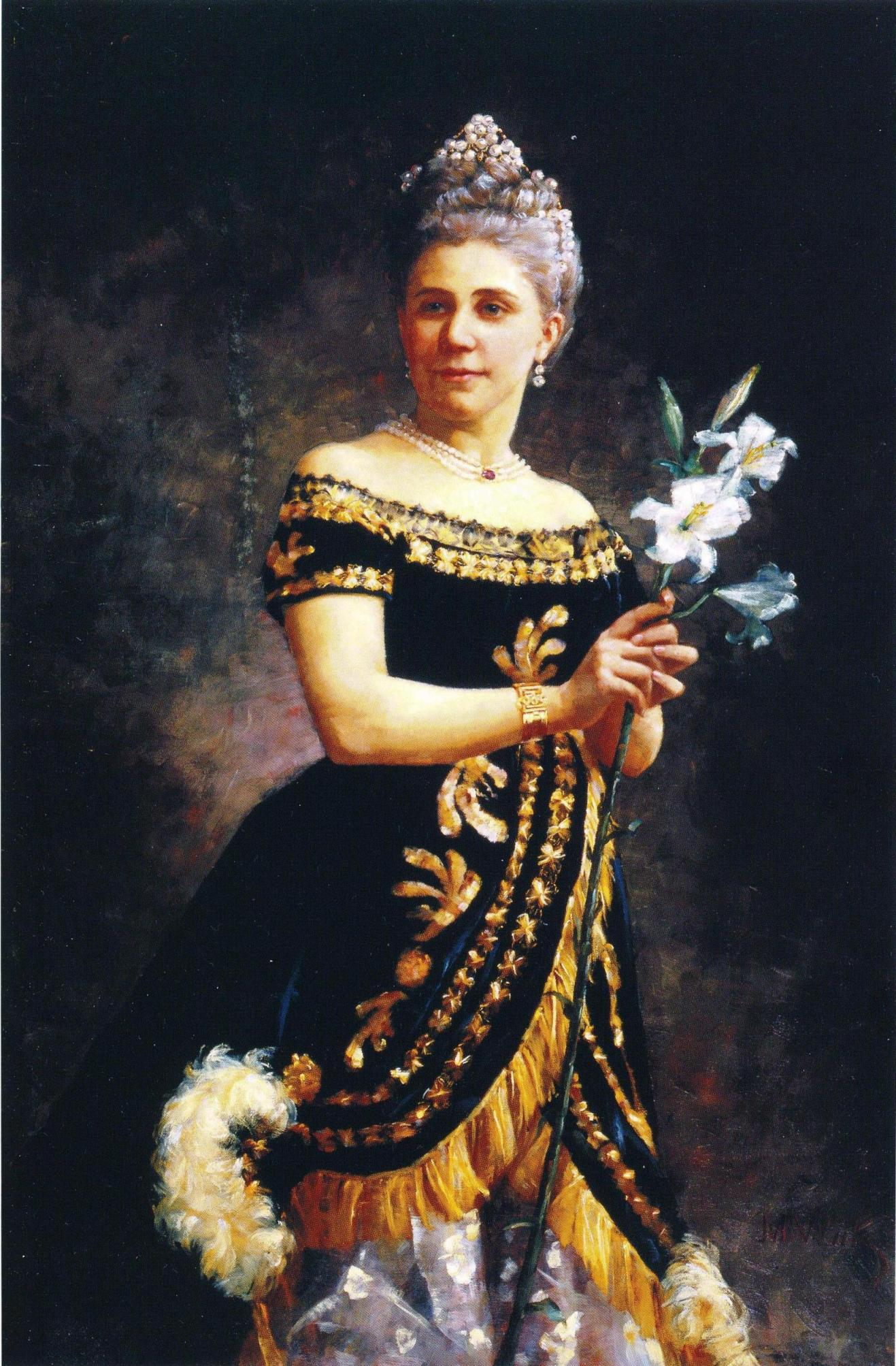
Porträt der Opernsängerin Ida Basilier-Magelssen als Philine in Ambroise Thomas’ Oper Mignon, 1887
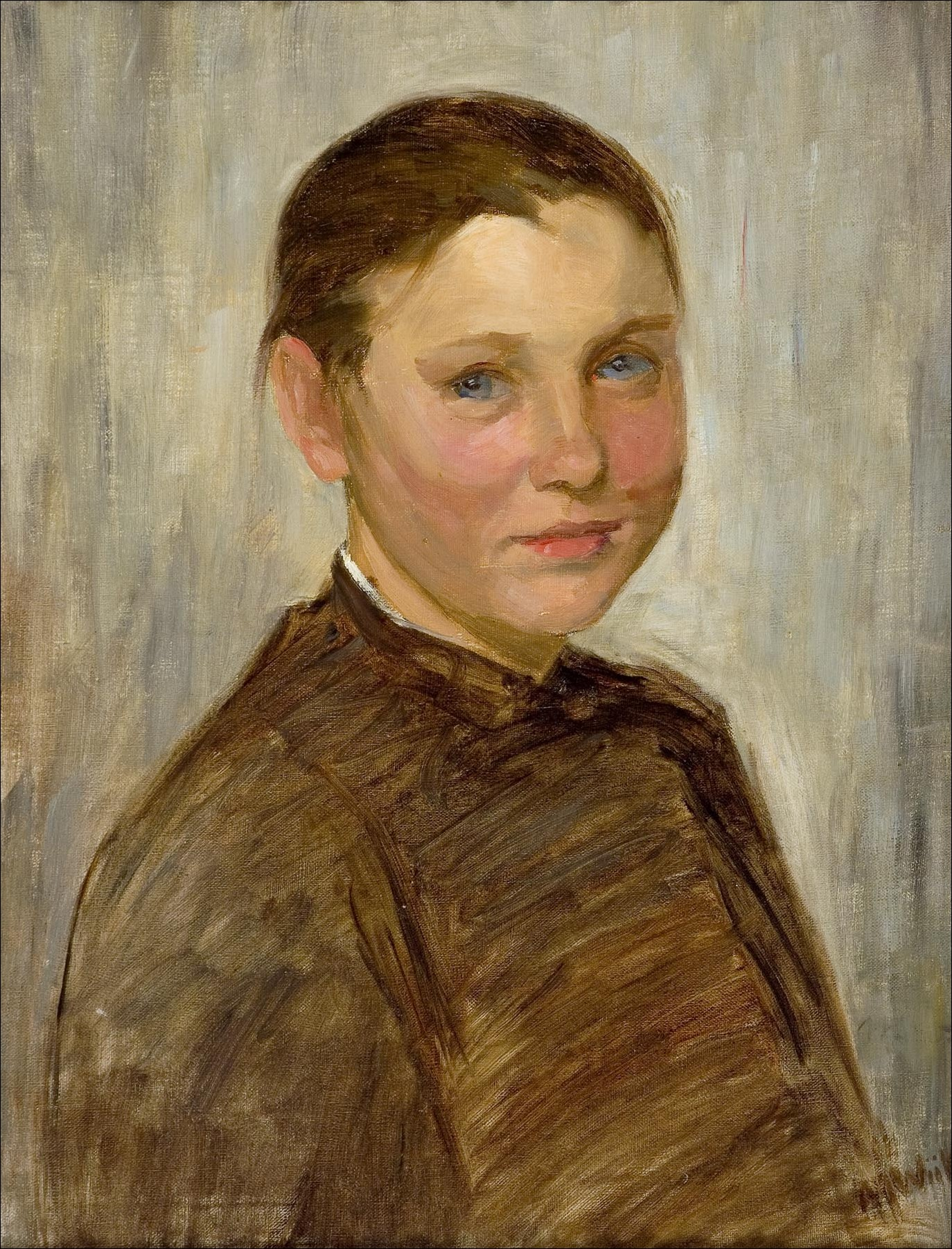
Mädchen von Snappertuna
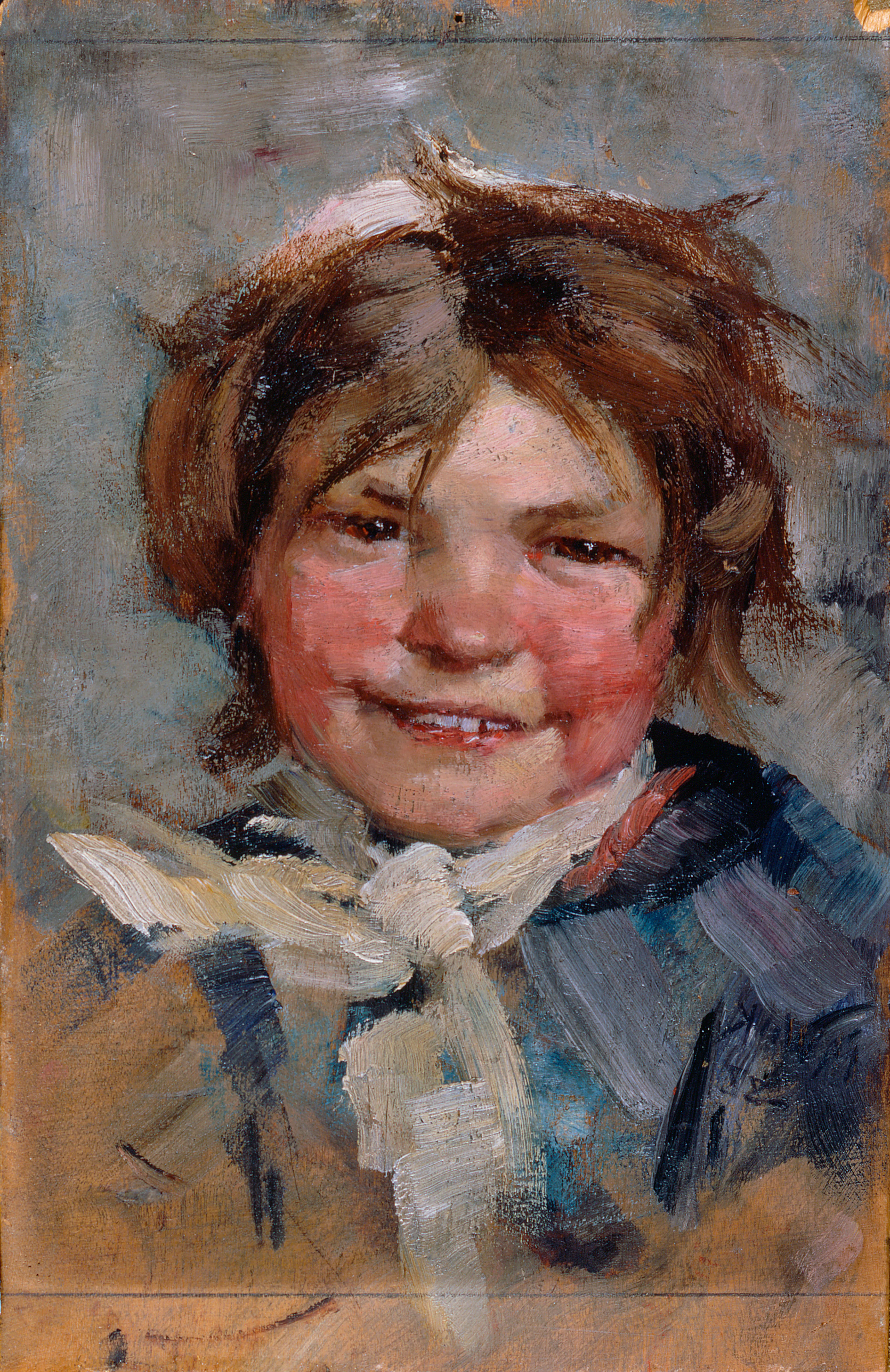
Lachendes Mädchen, 1883
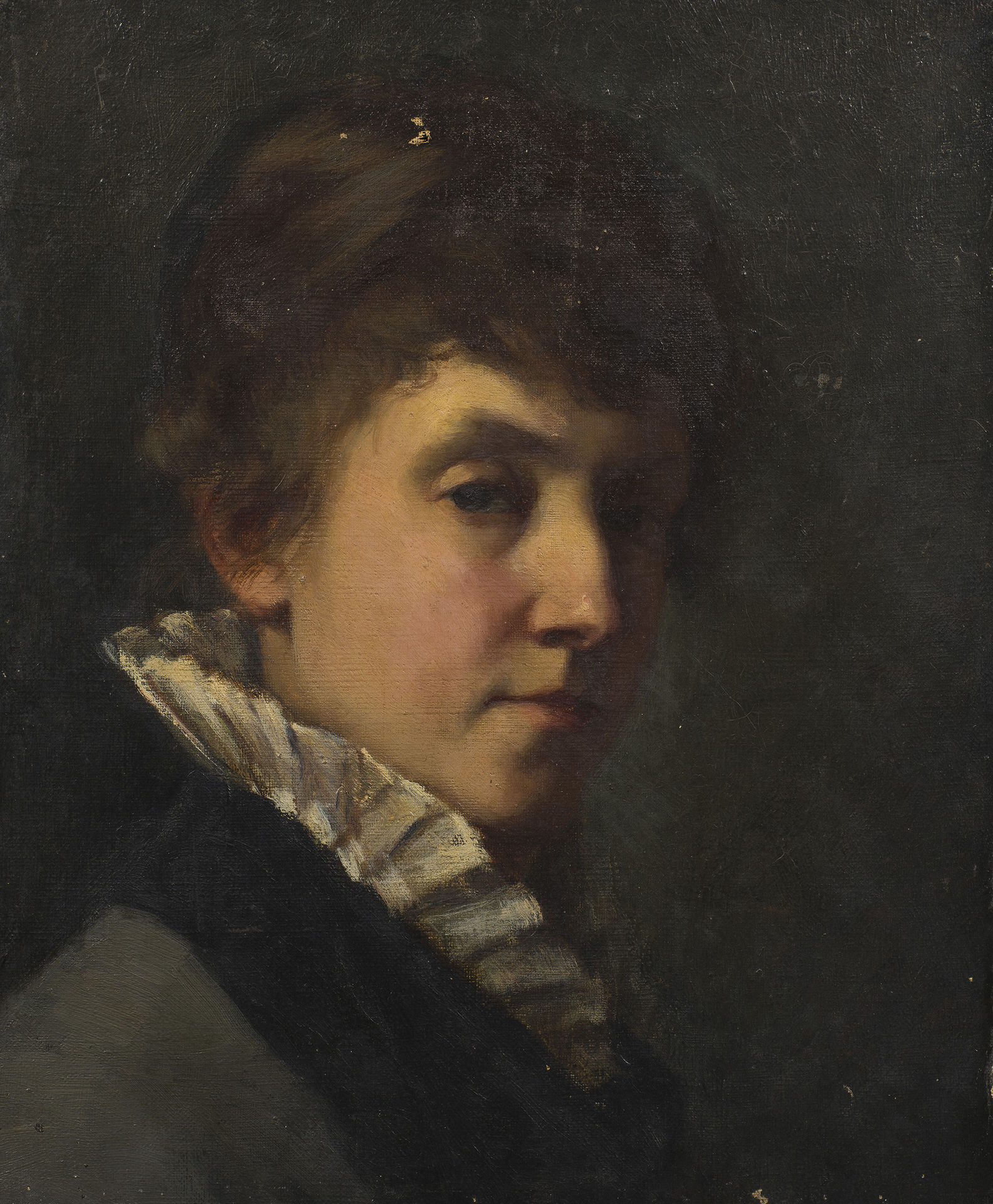
Selbstporträt, 1886
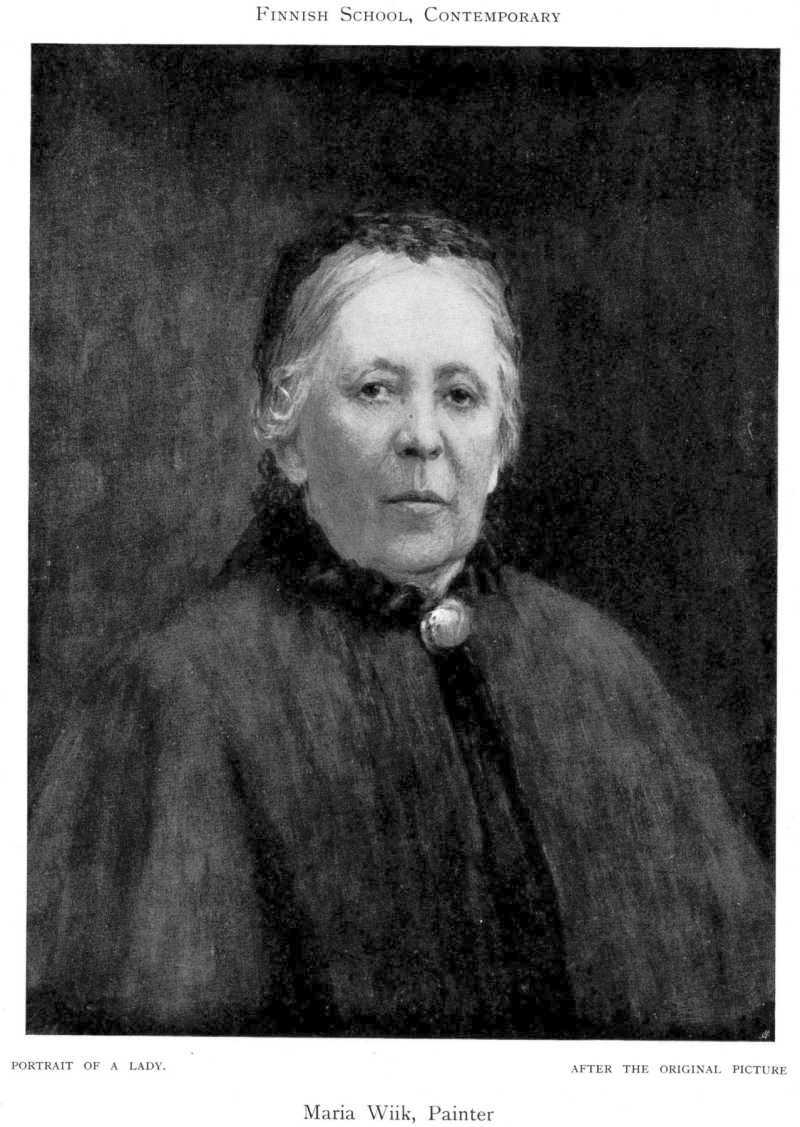
Portrait einer Dame, 1905
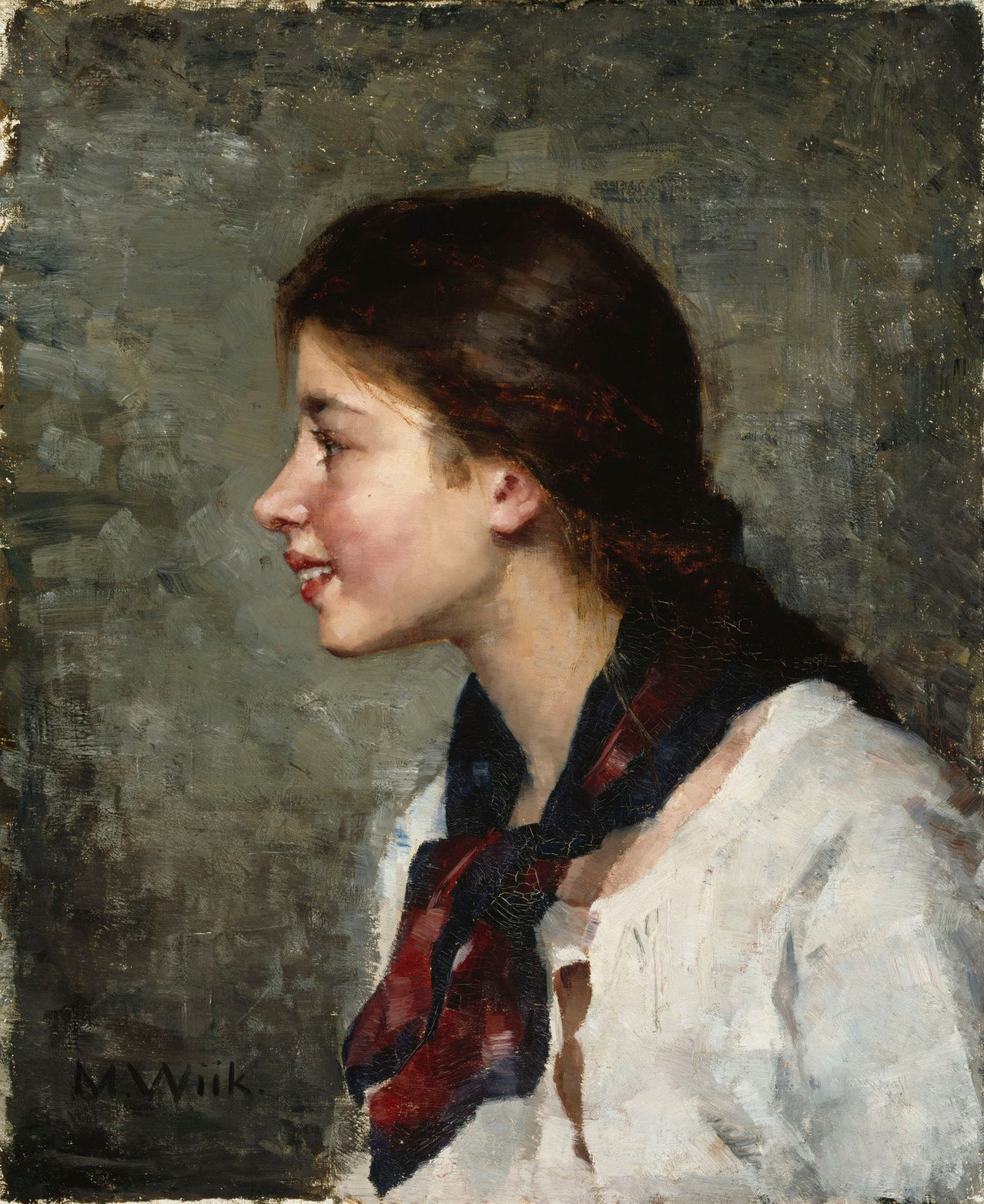
Elsa, 1882
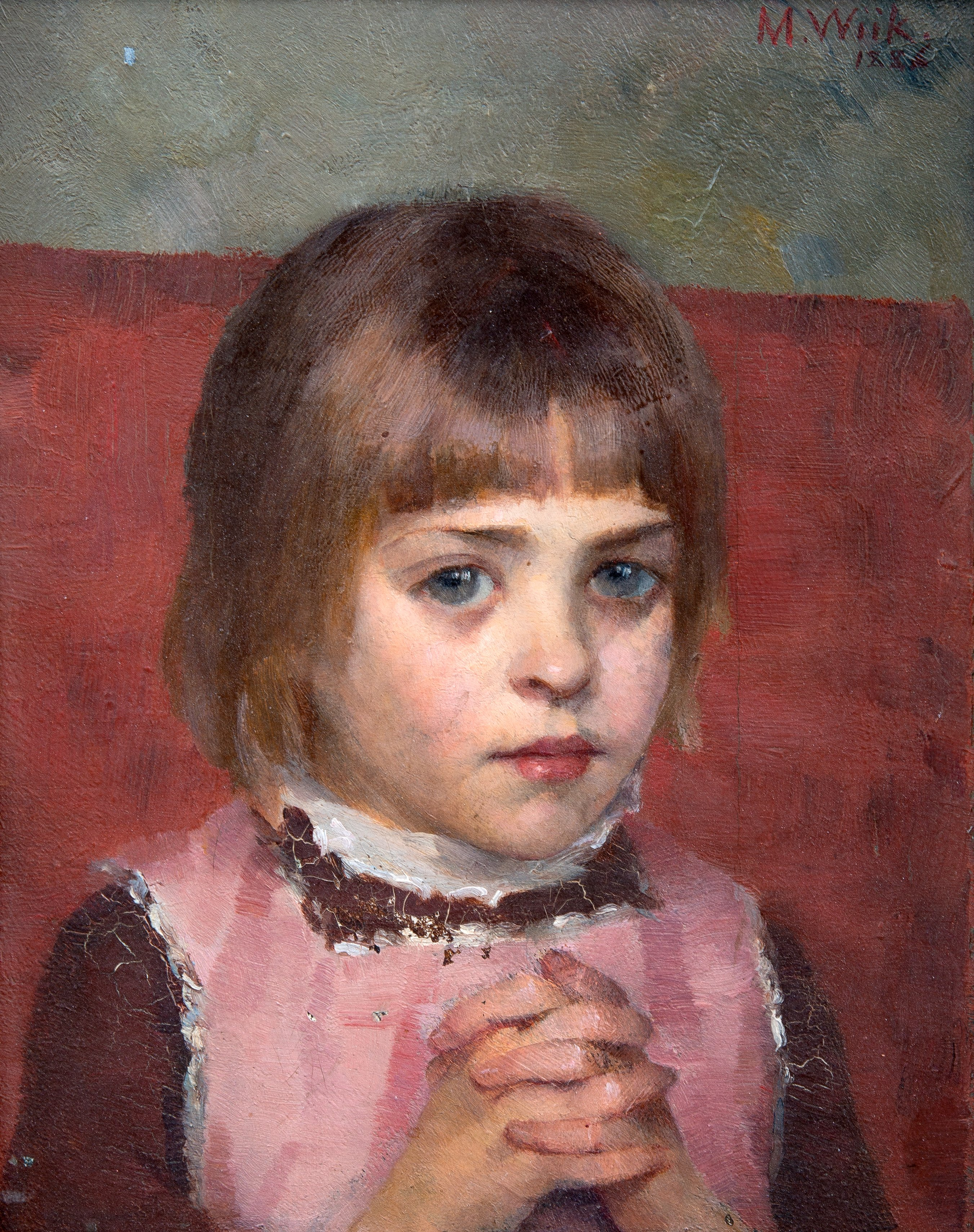
Junges Mädchen, 1886
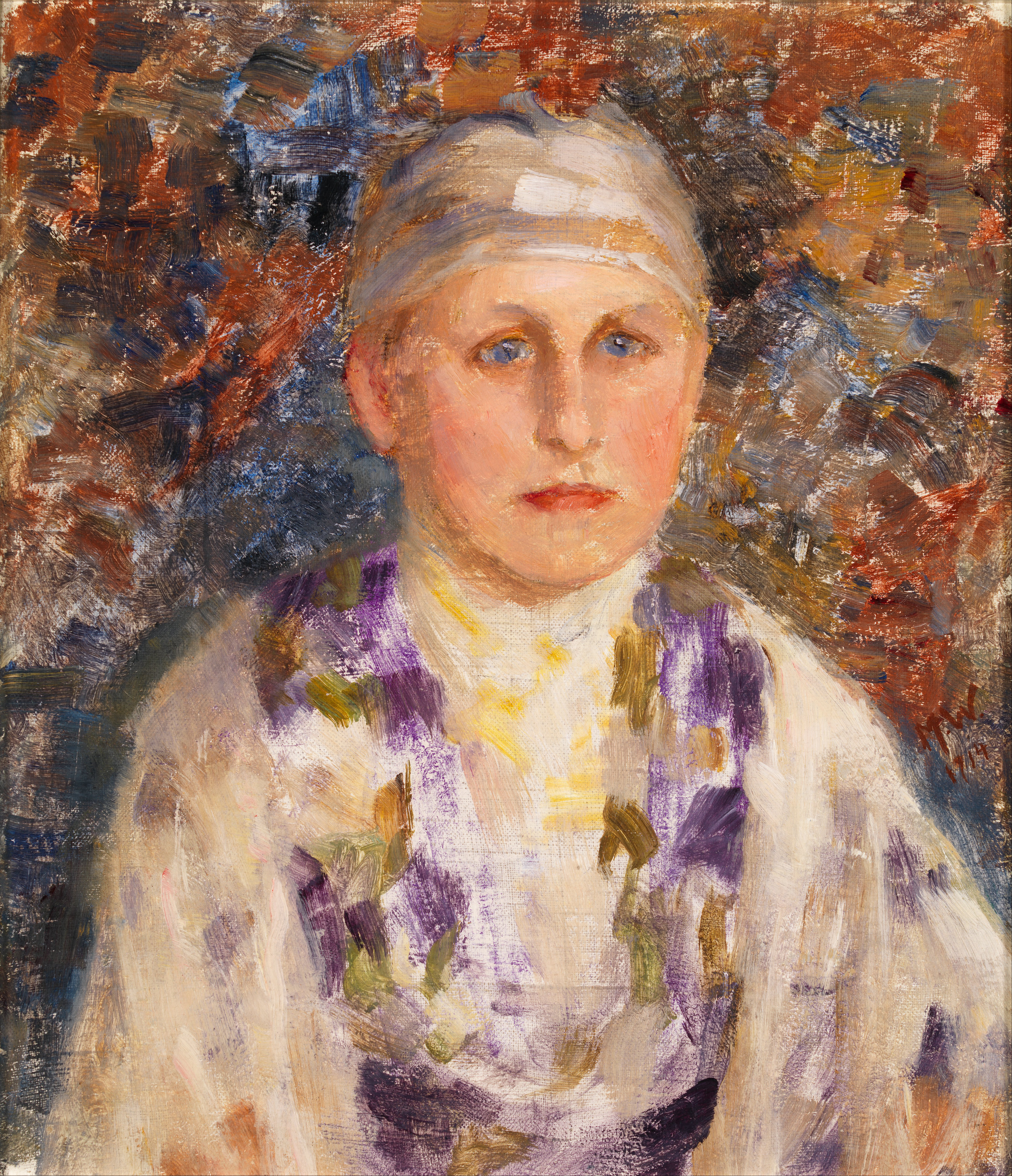
Bretonische Frau, 1914
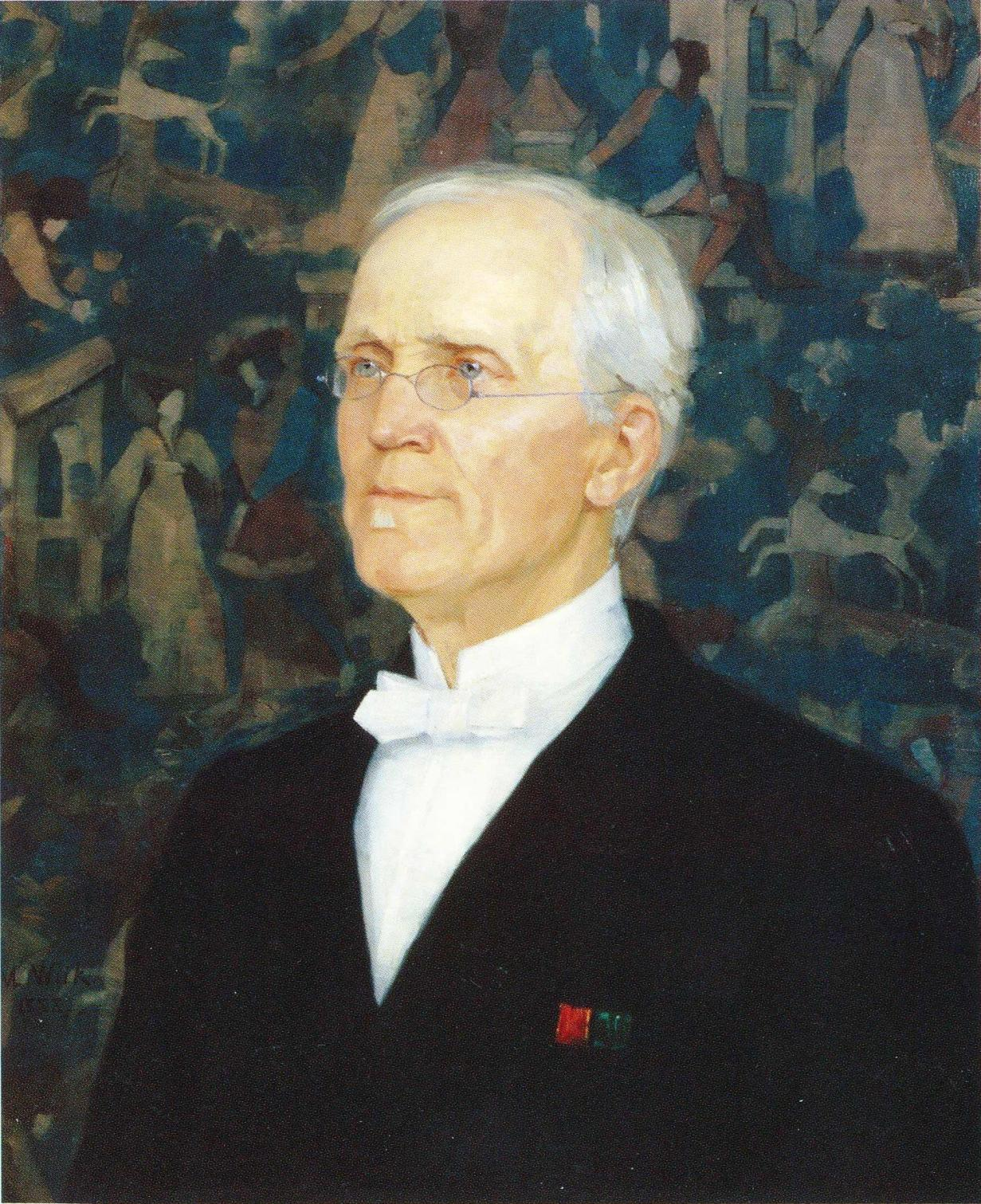
Portrait von B. O. Schauman, 1888
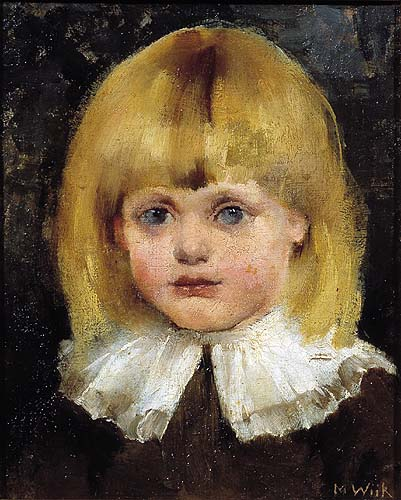
Mädchenkopf (Hilja Tukiainen), 1884
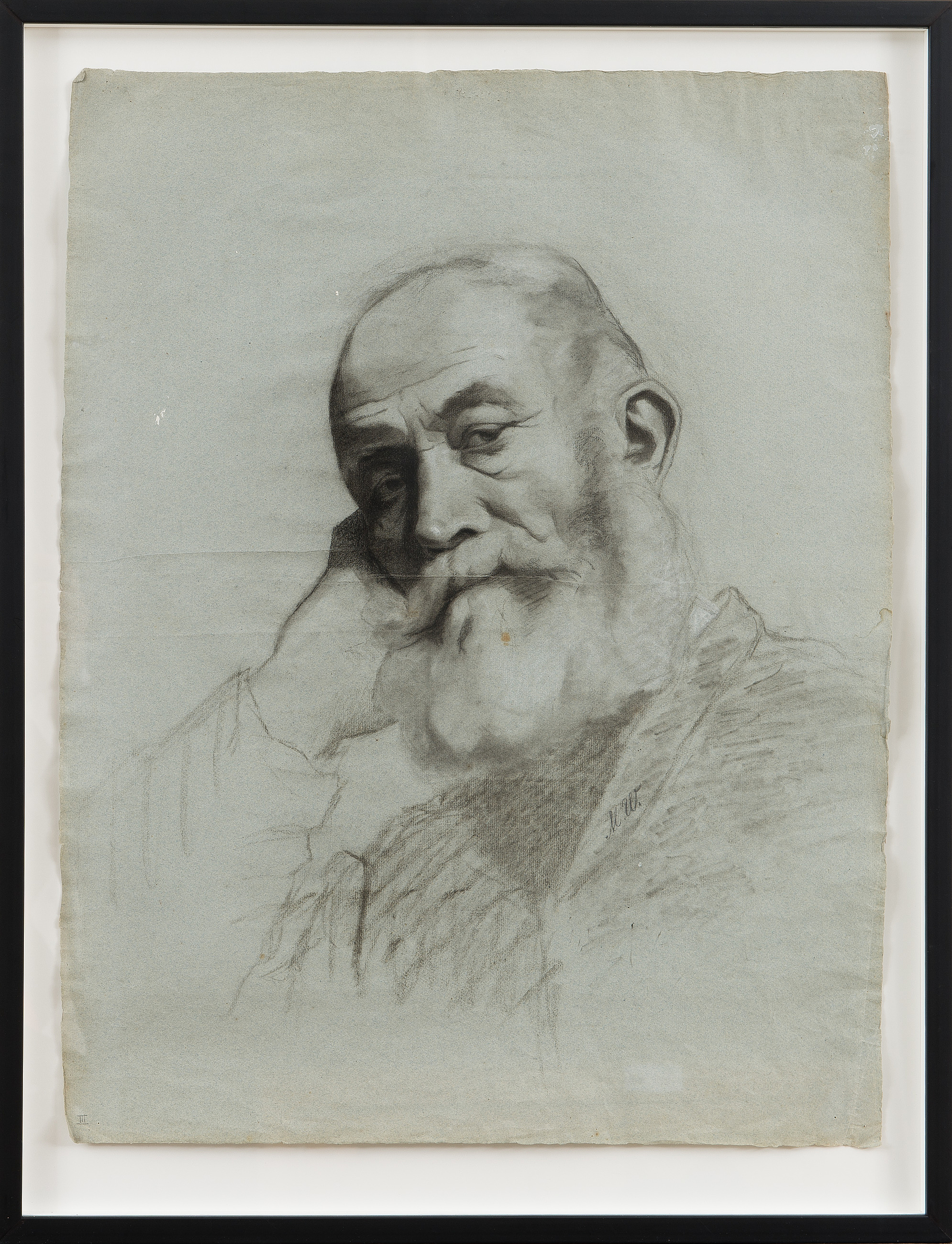
Studie eines Mannes. Mischtechnik auf Papier
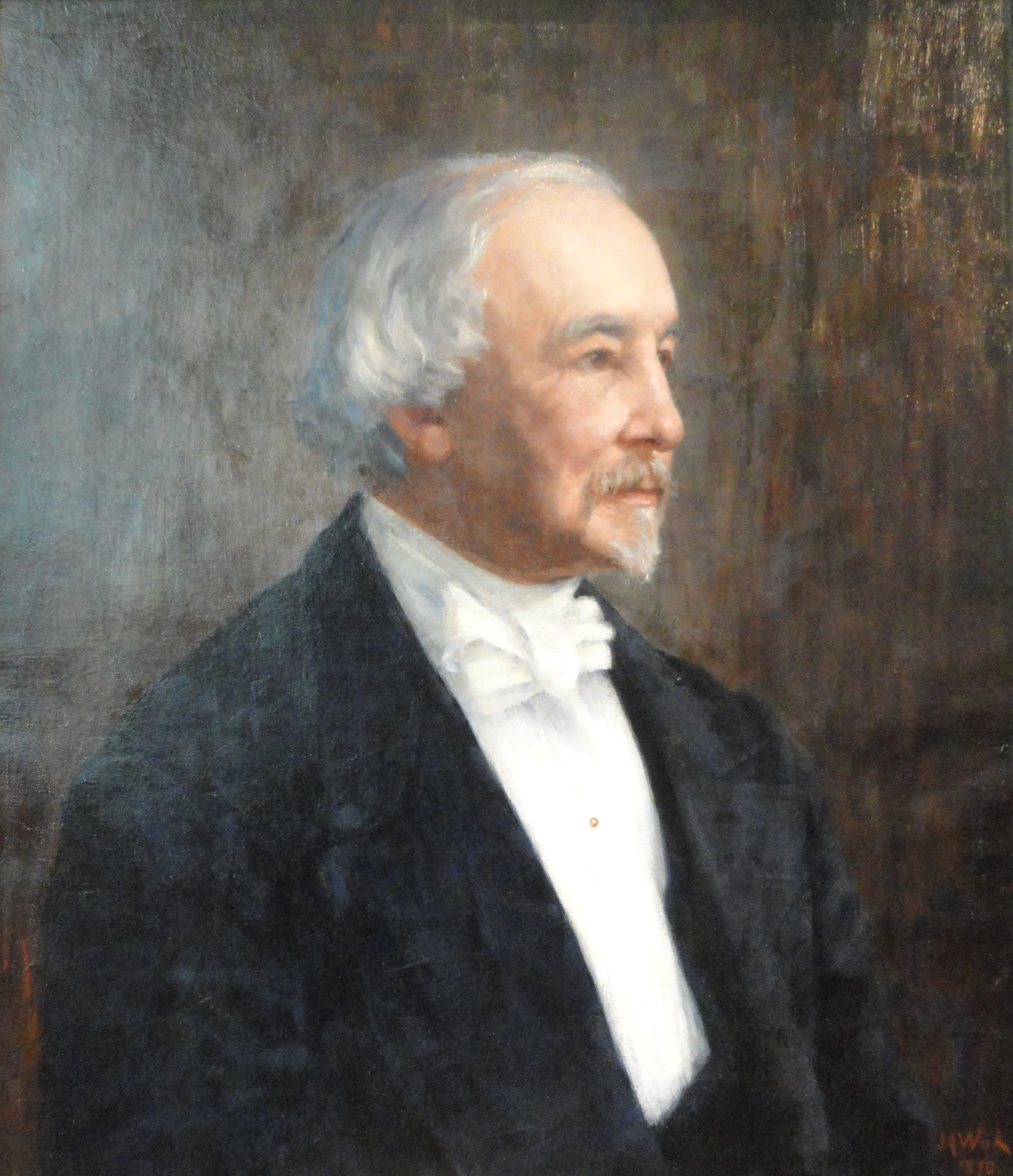
Porträt von Zachris Topelius

## Auszeichnungen
- 1885: Dukatenpreis des Finnischen Kunstvereins[4]
- 1885: Ehrenvolle Erwähnung auf der Allgemeinen Kunstausstellung in Helsinki
- 1900: Das Gemälde Maailmalle wurde auf der Pariser Weltausstellung mit einer Bronzemedaille ausgezeichnet